# リンカーン・ハイウェイ

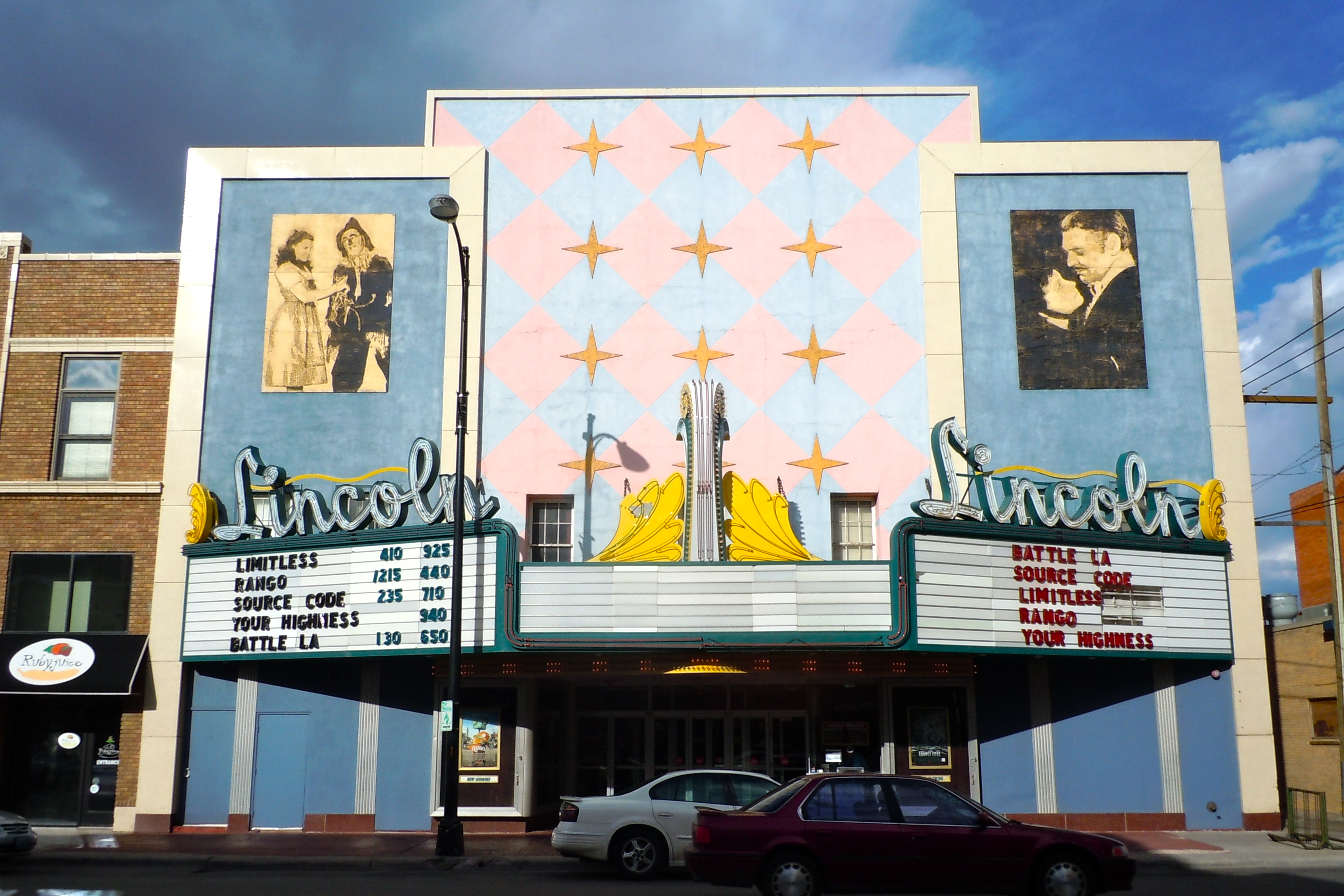
ワイオミング州シャイアンのリンカーン劇場

リンカーン・ハイウェイ（英: Lincoln Highway）は、アメリカ合衆国で最初に大陸を横断した自動車用幹線道である。
リンカーン・ハイウェイは、インディアナ州の起業家カール・G・フィッシャーが1912年に概念を与え、正式には1913年10月31日に名付けた。東のニューヨーク市タイムズスクエアから、西のカリフォルニア州サンフランシスコ市、リンカーン・パークまで続いており、当初はニューヨーク州、ニュージャージー州、ペンシルベニア州、オハイオ州、インディアナ州、イリノイ州、アイオワ州、ネブラスカ州、コロラド州、ワイオミング州、ユタ州、ネバダ州、カリフォルニア州の13州を通った。1915年に「コロラド・ループ」が無くなり、1928年には再編によってウェストバージニア州の北端を掠めるようになったので、ハイウェイの歴史の中で、14州、700以上の市町村を通過したことになる。
1913年に開通したときの全長は3,389マイル (5,454 km) あった。長い間にこの道路は改良され、多くの再配置が行われて、1924年の長さは3,142マイル (5,057 km) まで短くなっていた。当初のルートとその後の再配置部分を足すと総延長は5,872マイル (9,450 km) になる。

## 1928年から1930年のルート

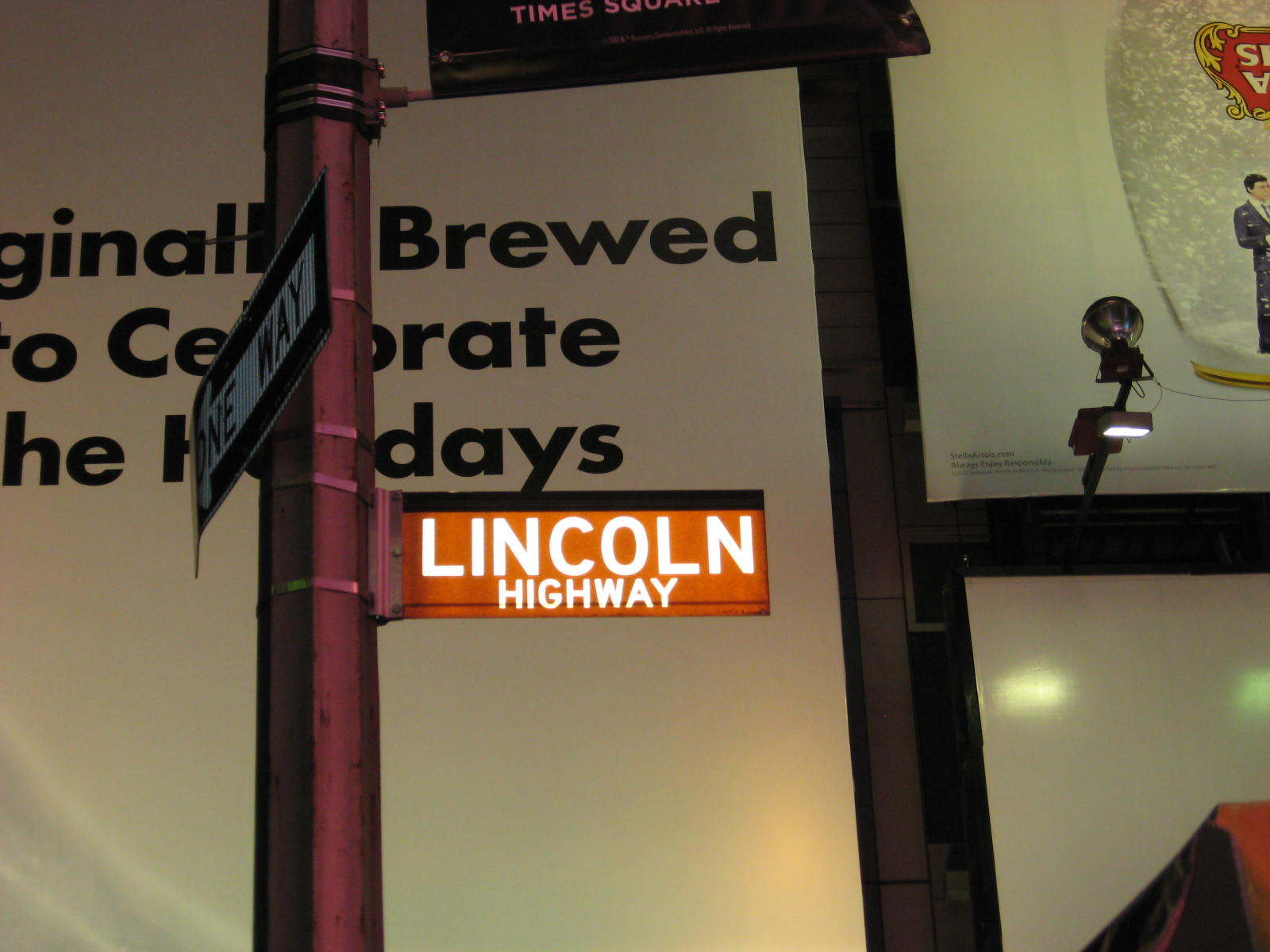
ニューヨーク市タイムズスクエアの42番通りとブロードウェイの角にあるリンカーン・ハイウェイの東端を示す表示

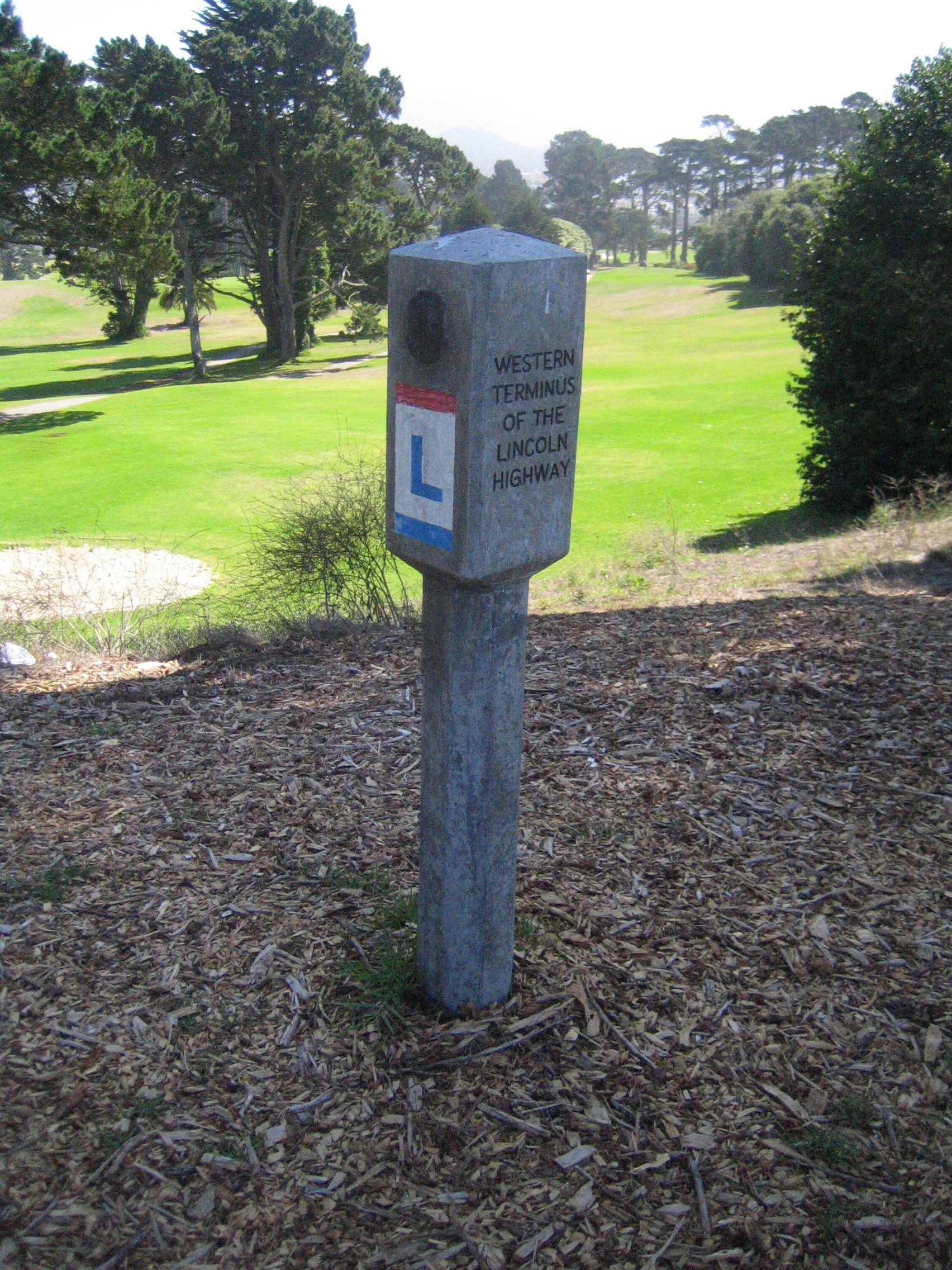
サンフランシスコ市リンカーン・パークにあるリンカーン・ハイウェイの西端を示すポスト

リンカーン・ハイウェイの最終ルート（1928年から1930年）は、フィラデルフィアからワイオミング州西部まではアメリカ国道30号線、西部州は州間高速道路80号線、ネバダ州とカリフォルニア州では国道50号線、さらにカリフォルニア州では国道旧40号線を辿っていた。さらに詳細を見ると次のようになっていた。
- ニューヨーク市タイムズスクエアの42丁目とブロードウェイの交差点、ここから42丁目通りを西に6ブロックでハドソン川
- ホランド・トンネル、ハドソン川を潜り、ニュージャージー州ジャージーシティへ
（注: 1937年に開通したリンカーン・トンネルは、リンカーン・ハイウェイの部分ではなかった。1913年時点ではウィーホーケン・フェリーでユニオンシティに渡った。1928年に、ホランド・トンネル（1927年開通）にルート変更された。しかし、当初のリンカーン・ハイウェイ協会は、タイムズスクエアからホランド・トンネルまでを地図に載せず、ウェストサイド・ハイウェイを使って42丁目通り西からホランド・トンネル東口を繋いでいる）
- アメリカ国道1号線と同9号線の合流道路、ジャージーシティからニューアークまで
- ニュージャージー州道27号線、ニューアークから南西のプリンストンまで
- アメリカ国道206号線、プリンストンから南西のトレントンまで
- アメリカ国道1号線、トレントンから南西のフィラデルフィアまで
- アメリカ国道30号線、フィラデルフィアから西にペンシルベニア州を横切り、ウェストバージニア州の北端を掠め、オハイオ州とインディアナ州を横切って、イリノイ州オーロラに至る
（注: アメリカ国道30号線には新しい4車線道路が新しく造られたので、当時の旧30号線を辿るには、市や町の中心を通る必要がある）
- イリノイ州道31号線、オーロラから北西のジェネバまで
- イリノイ州道38号線、ジェネバから西のディクソンまで
- イリノイ州道2号線、ディクソンから西のスターリングまで
- アメリカ国道30号線、スターリングから西にイリノイ州、アイオワ州、ネブラスカ州、ワイオミング州に抜け、同州グランジャーに至る
- 州間高速道路80号線、グランジャーから西にワイオミング州とユタ州を横切り、ネバダ州ウェストウェンドーバーに至る
- アメリカ国道93号線代替路と同93号線、ウェストウェンドーバーから南にイーリーまで
- アメリカ国道50号線、イーリーから西にネバダ州を横切り、同州ファロンの西9マイル (14 km) まで
- ファロンの西9マイルからカリフォルニア州サクラメントまでは、シエラネバダ山脈を越える2つのルートがあった
  - シエラネバダ北ルート: アメリカ国道50号線代替路で北西にワズワースに行き、そこから州間高速道路80号線と旧国道40号線で西にドナー峠とシエラネバダ山脈を越え、サクラメントに至る
  - シエラネバダ南ルート: アメリカ国道50号線で西に向かってタホ湖を回り、エコー・サミットとシエラネバダ山脈を越え、サクラメントに至る
- アメリカ国道旧40号線（一部は州間高速道路80号線の下）、サクラメントから南西にセントラルバレーを横切り、バークレーのユニバーシティ・アベニュー出口に至る
（注: 当初のこの部分は後にアメリカ国道50号線となる経路を辿り、サクラメントから南にストックトンを抜け、アルタモント峠を越えてサンフランシスコ湾イーストベイに至ったが（現在の州間高速道路5号線、同205号線、同580号線）、1927年にカルキネス橋が完成したときに修正された）
- ユニバーシティ・アベニュー、州間高速道路80号線から西にバークレイ桟橋まで
（注: 1928年では、バークレイ桟橋からサンフランシスコ市ハイド通り桟橋までフェリーでサンフランシスコ湾を渡った。今日では州間高速道路80号線を使ってユニバーシティ・アベニューを降り、1936年に開通したサンフランシスコ・オークランド・ベイブリッジで湾を渡ってサンフランシスコ市に入る。ベイブリッジからはエンバーカデロを北西にウォーターフロントに沿って進み、フィッシャーマンズワーフのハイド通り桟橋に至る）
- サンフランシスコ市のハイド通り桟橋から先の経路
  - ハイド通りを2ブロック南のノースポイント通りまで
  - ノースポイント通りを西に3ブロック進みバンネス・アベニューまで
  - バンネス・アベニューを南に16ブロック進み、カリフォルニア通りまで
  - カリフォルニア通りを西に54ブロック進み、32番アベニューまで
  - 32番アベニューを北に2ブロック進み、カミノデルマーまで
  - カミノデルマーを西にリンカーンパークに入り、カリフォルニア・パレス・オブ・ザ・レイン・オブ・オナーの正面にあるリンカーン・ハイウェイ西端プラザと噴水に到着する。西端の標識と解説盤がパレスの左、バス停横にある

## 歴史
リンカーン・ハイウェイはアメリカ合衆国で初めてエイブラハム・リンカーン大統領を全国的に記念したものであり、ワシントンD.C.でリンカーン記念館を除幕した1922年に9年先立つものである。アメリカ大陸を横断する最初の自動車道であるリンカーン・ハイウェイは沿線にある数多い市町村に大きな繁栄をもたらした。「アメリカを横切るメインストリート」と愛着を持って呼ばれるようになった。
リンカーン・ハイウェイは「良好道路運動」が起点になった。リンカーン・ハイウェイの成功と、沿線にある自治体、企業、市民にそれがもたらした経済的繁栄は、名前を付けた他の長距離道路の創設に繋がった。それらは総称してナショナル・オート・トレイルと呼ばれ、例えばイエローストーン・トレイル、ナショナル・オールド・トレイルズ道路、ディキシー・ハイウェイ、ジェファーソン・ハイウェイ、バンクヘッド・ハイウェイ、ジャクソン・ハイウェイ、メリディアン・ハイウェイ、ビクトリー・ハイウェイがあった。これら名前付きハイウェイの多くは、1926年制定のアメリカ国道体系に代わっていった。1928年時点のリンカーン・ハイウェイの大半はアメリカ国道30号線となり、東部では一部が国道1号線、西部では同40号線、同50号線、同93号線となった。1928年以降、国道30号線の多くの部分が新しいバイパスで再配置されてきており、現在の国道30号線のルートは、1913年から1928年のリンカーン・ハイウェイのルートの25%足らずしか使っていない。
リンカーン・ハイウェイの最も重要な意義は、1956年の国定州間防衛ハイウェイ法を制定させたことである。この法は、ドワイト・D・アイゼンハワー大統領が若い兵士のときに、1919年陸軍護送団としてリンカーン・ハイウェイを使ってアメリカを横断した体験から、提案したものだった。今日、州間高速道路80号線がリンカーン・ハイウェイに最も近い大陸横断道路になっている。西部、特にワイオミング州、ユタ州、カリフォルニア州では、州間高速道路80号線の一部がリンカーン・ハイウェイを直接舗装して造られた。
1913年に道路計画、利用促進、道路標示のために設立された「リンカーン・ハイウェイ協会」は、1992年に再結成され、現在は道路の利用促進と保存に取り組んでいる。協会員は1,000名以上となり、国内42州、ワシントンD.C.、ベルギー、カナダ、イングランド、ドイツ、ルクセンブルク、ノルウェー、ロシア、スコットランドにも支部がある。通過する12の州では活動的な支部があり、イリノイ州フランクリングローブでは、エイブラハム・リンカーンの従兄弟ハリー・アイザック・リンカーンが建てた歴史的建造物で、全国観光案内センターを維持している。協会は毎年全国会議を開催し、各州を代表する者による理事会が管理している。
2013年、協会はリンカーン・ハイウェイ公式100周年ツアーと祝賀会を開催した。28の州、オーストラリア、カナダ、イングランド、ドイツ、ノルウェー、ロシアから270人以上が、車両140台でツアーに参加した。6月最終週にニューヨーク市とサンフランシスコ市を同時に出発し、1週間をかけて中間点のネブラスカ州カーニーで落ち合った。6月30日日曜日、カーニーの中心街であった100周年パレードは、ツアーに参加した車の他に250台が加わり、12,500人の観衆が集まった。翌7月1日月曜日、グレートプラット川道路アーチ道博物館で100周年祝賀会が開催され、アメリカ合衆国上院からの声明が協会に渡された。

### 概念と促進
1912年、アメリカ合衆国の州間輸送は鉄道が支配的であり、道路は主に地方内の使われ方をしていた。都市の外に出ると、「市場道路」は郡あるいは郡区が維持していることもあったが、田舎道の保守はその沿線に住む住人に委ねられていた。多くの州では道路建設のような「内国改良」に資金を出すのは憲法違反となり、連邦政府のハイウェイ計画は1921年まで有効にならなかった。
当時、国内には約220万マイル (3,500,000 km) の地方道があり、そのうち8.66% (190,476マイル、306,541 km) が表面を「改良」されていた。「改良」表面とは砂利、石、砂質粘土、煉瓦、貝殻、油含浸土だった。州間道路は贅沢と考えられ、自家用車で数週間を乗り回すことのできる金持ちのためのものに過ぎなかった。
改良された州間高速道路体系を支持する声が強くなっていった。例えば「ニューヨーク・タイムズ」は1911年8月27日の記事で、著名人数人の声を掲載した。「この国の指導者の中で、チャンプ・クラーク議長ほど信念のある者はいない」としたうえで、アメリカ自動車協会会長ロバート・P・フーパーとの対話から、クラークの意見は「公的なハイウェイの大きな体系を建設するために連邦政府と州が活発かつ協力に共同する時がきたと考える。...それが国のあらゆる市民に恩恵をもたらすことになる」としていた。しかし、連邦議会はまだそのような計画に資金を充てる用意がなかった。

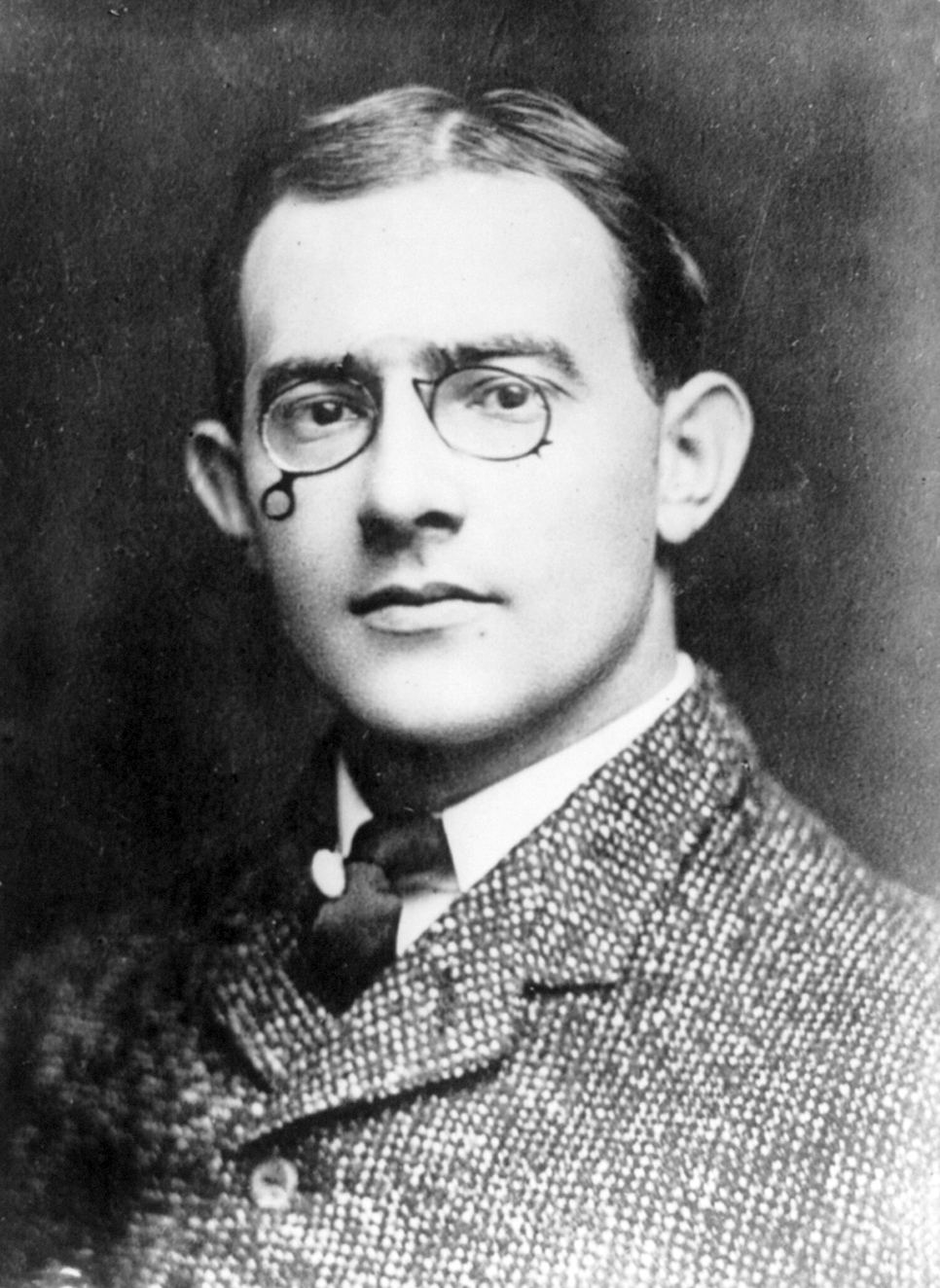
カール・グラハム・フィッシャー、1909年

カール・グラハム・フィッシャーは初期自動車業界の起業家であり、初期の車の大半に使われたカーバイド・ガスのヘッドランプである「プレスト・オー・ライト」の製造者であり、またインディアナポリス・モーター・スピードウェイを建設した投資家の1人だった。フィッシャーは、自動車の人気が良い道路に依存すると考えた。1912年、大陸横断ハイウェイを造るという夢の実現を始め、9月10日、インディアナポリスであった工業界の友人とのディナー会合で、1915年5月1日までに東海岸から西海岸までのロック・ハイウェイ完成を呼びかけた。その日付は、サンフランシスコ市でパナマ太平洋国際博覧会が開催される日だった。フィッシャーはその費用を約1,000万米ドルと見積もり、その仲間に「我々が年取ってそれを楽しめなくなる前に建設しよう」と話した。それから1か月の間にフィッシャーの友人は100万ドルを保証した。当時最大の自動車メーカーだったヘンリー・フォードは、アメリカの道路は連邦政府が建設すべきと考え、協力を拒んだ。しかし、寄付を申し出た者の中にはフィッシャーの友人であるセオドア・ルーズベルト元大統領やトーマス・エジソンがおり、現職大統領のウッドロウ・ウィルソンも入っていた。ウィルソンは余暇に自動車を度々活用した最初の大統領だった。
フィッシャーとその仲間は道路の名前を考え、フィッシャーにとっての英雄の1人であるエイブラハム・リンカーンから名付けることにした。リンカーン・ハイウェイという名前は、ワシントンからゲティスバーグまで連邦予算で道路を建設することを求めていたある東部人集団が既に確保していたので、他の名前、例えば「海岸から海岸のロック・ハイウェイ」あるいは「大洋から大洋のハイウェイ」などを検討する必要があった。連邦議会が東部人の提案を却下して、計画が破綻したときに、フィッシャー好みの名前が使えるようになった。
1913年7月1日、「大西洋から太平洋まで連続した改良ハイウェイを造り、あらゆる関係者が通行料無しに合法で通過できるものとするため」にリンカーン・ハイウェイ協会が設立された。その第1の目的はニューヨーク市タイムズスクエアからサンフランシスコ市リンカーン・パークまでロック・ハイウェイを建設することであり、第2の目的は、フィッシャーの言葉を借りれば、「アメリカ人にその功績が与えられるだけでなく、アメリカの農業や商業にも貢献することになる永続的なハイウェイの建設を、他の何ものもなしえないような例としてリンカーン・ハイウェイが促進する」ことだった。ヘンリー・ジョイがリンカーン・ハイウェイ協会の会長となり、カール・フィッシャーは協会の目的遂行の推進役として留まったが、協会がフィッシャーのワンマン運動ではないという印象を与えるようにした。
リンカーン・ハイウェイの中で、最初に完成し命名されたのは「エセックス＝ハドソン・リンカーン・ハイウェイ」であり、ニュージャージー州ニューアークから同州ジャージーシティまで、元のニューアーク板道に沿ったものだった。1913年12月13日に開通した。ニュージャージー州自動車クラブ連合とニューアーク・モータークラブの要請で、それが通る2つの郡名が付加された。

### リンカーンの像
フィッシャーはこのハイウェイに注意を向けさせるために、沿線の重要ポイントに置く「偉大な解放者」と題するエイブラハム・リンカーン像を発注した。その1つが1914年にジョイに与えられた。ジョイの持っていた像は後にアメリカ・ボーイスカウトのデトロイト地域評議会に贈られた。この像は現在、ミシガン州メタモラのD・バー・A・スカウト・ランチに置かれている。ジャージーシティのリンカーン公園入口にも別の像が置かれている。

### ルートの選別と命名

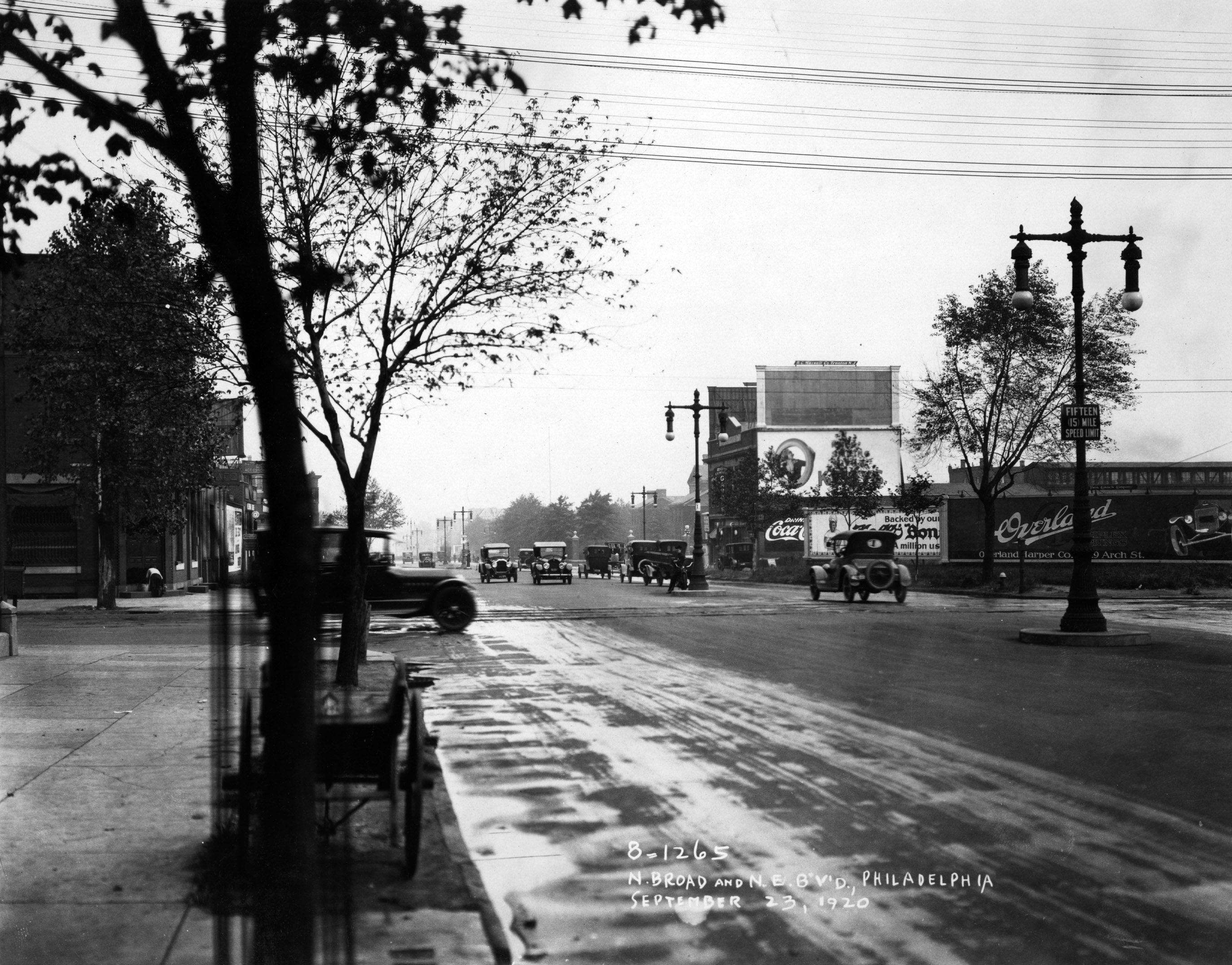
フィラデルフィア市ブロード通りとノースイースト・ブールバード交差点近く、1920年9月撮影

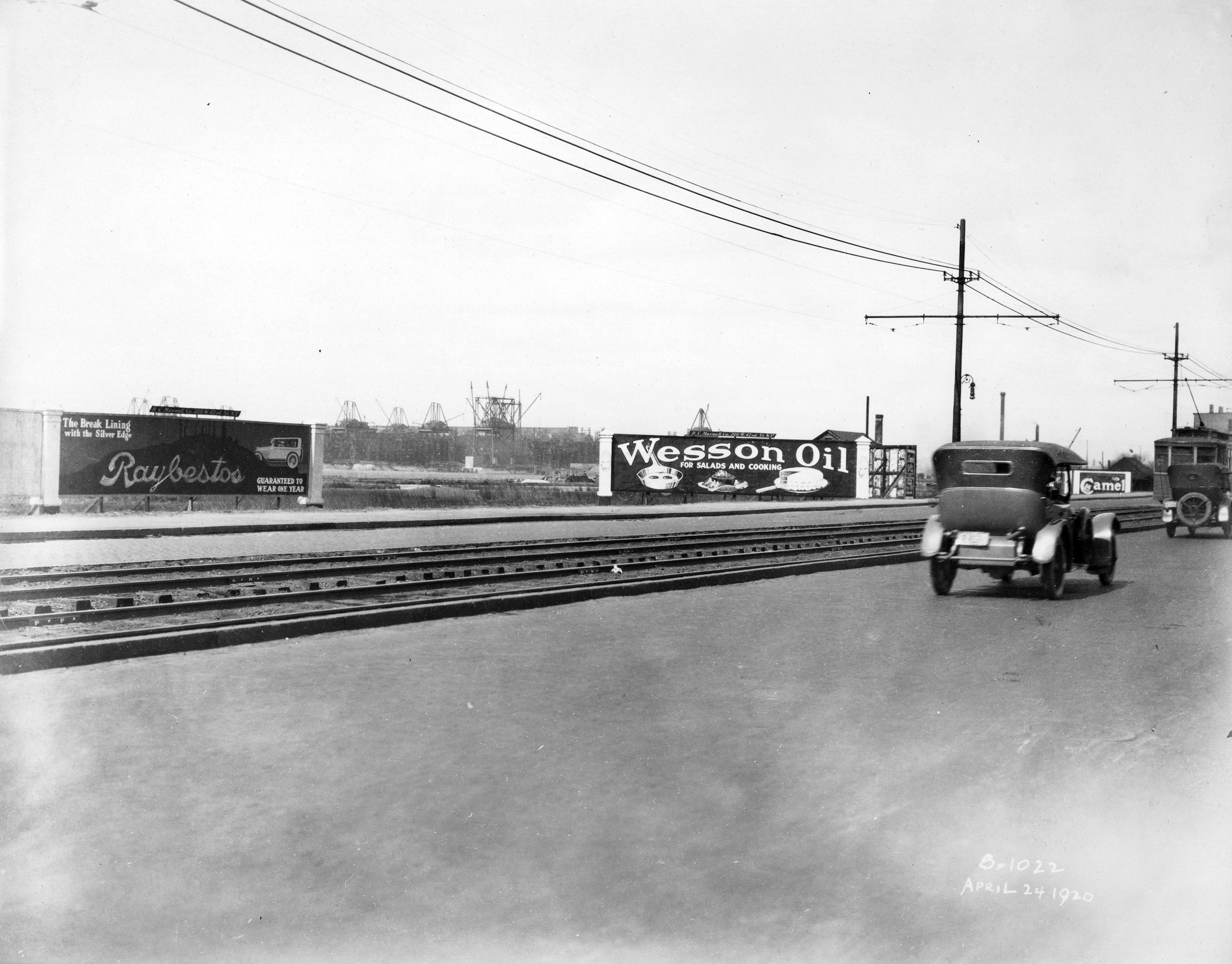
エセックス＝ハドソン・リンカーン・ハイウェイ、ニュージャージー州ジャージーシティ

リンカーン・ハイウェイ協会は、ニューヨーク市からサンフランシスコ市まで最良で最短のルートを選別する必要性があった。ミシシッピ川より東は、比較的密な道路網があったので選別は容易だった。西部のルートを偵察するために、協会の「トレイル・ブレーザー」ツアーが組まれ、1913年7月1日、17台の車と2台のトラックでインディアナポリスを出発した。これは協会本部がデトロイトに設立されたのと同じ日だった。アイオワ州の泥道、ネバダ州とユタ州の砂道、加熱したラジエーター、水で溢れた道、車軸の損傷を経験し、新しいハイウェイができるチャンスだと思った町からは全て熱烈歓迎があり、34日後にサンフランシスコ市マーケット通りで数千人の観衆を前にパレードを行った。
「トレイル・ブレーザー」は列車でインディアナポリスに戻り、数週間後の9月14日にルートが発表された。協会の指導者、特にパッカードの社長ヘンリー・ジョイは、できるだけ直線的なルートを望み、発表された3,389マイル (5,454 km) は、必ずしも「トレイル・ブレーザー」が辿ったルートとは一致していなかった。「トレイル・ブレーザー」の一行を歓迎し、それが通ったことは町をハイウェイが通ることだと考えていた、特にコロラド州とカンザス州の多くの町を落胆させた。
選別されたルートの半分以上は改良道路ではなかった。時間の経過と共に部分的な改良が加えられ、ルートの総延長は約250マイル (400 km) 短縮された。幾つかの部分は歴史的な道路を辿っている。
- 1675年以前にニュージャージーのオランダ人開拓者が造った道路
- 1796にできたランカスター・ターンパイク、ペンシルベニア州
- チェンバーズバーグ・ターンパイク、南北戦争の時に北バージニア軍の大半がゲティスバーグに向かった道、その一部がリンカーン・ハイウェイになった
- フレンチ・インディアン戦争の1757年にジョン・フォーブス将軍が建設したイギリス軍道路、チェンバーズバーグからピッツバーグまで、後にピッツバーグ道路およびコーンストーガ道路と呼ばれた
- リッジ道路と呼ばれた古代のインディアン道、オハイオ州の一部
- モルモン・トレイルの一部
- グレート・ソーク・トレイル、インディアナ州北西部のインディアン道
- チェロキー・トレイル、オーバーランド・トレイル、ポニー・エクスプレスの一部
- シエラネバダ山脈を越えるドナー峠、1846年のドナー隊の故事に因んで名付けられた
- シエラネバダ山脈代替路、エコー・サミットで越え、駅馬車ルートを辿る

協会は1913年10月31日にこのルートを命名した。ルート沿い13州の多くの町で、かがり火、花火、コンサート、パレード、ストリートダンスが催された。アイオワ州での祝賀会の時に、州技師官のトマス・H・マクドナルドは、「この地域社会で道路建設のエネルギーが初めて溢れ出たとき」だと感じたと語った。さらに放射状のルートで大陸横断ハイウェイの体系を創設することにも言及した。1919年、マクドナルドは公共道路局のコミッショナーとなり、アイゼンハワーの州間防衛ハイウェイ体系の初期段階を監督して、1953年に辞任するまで続けた。

### 宣伝

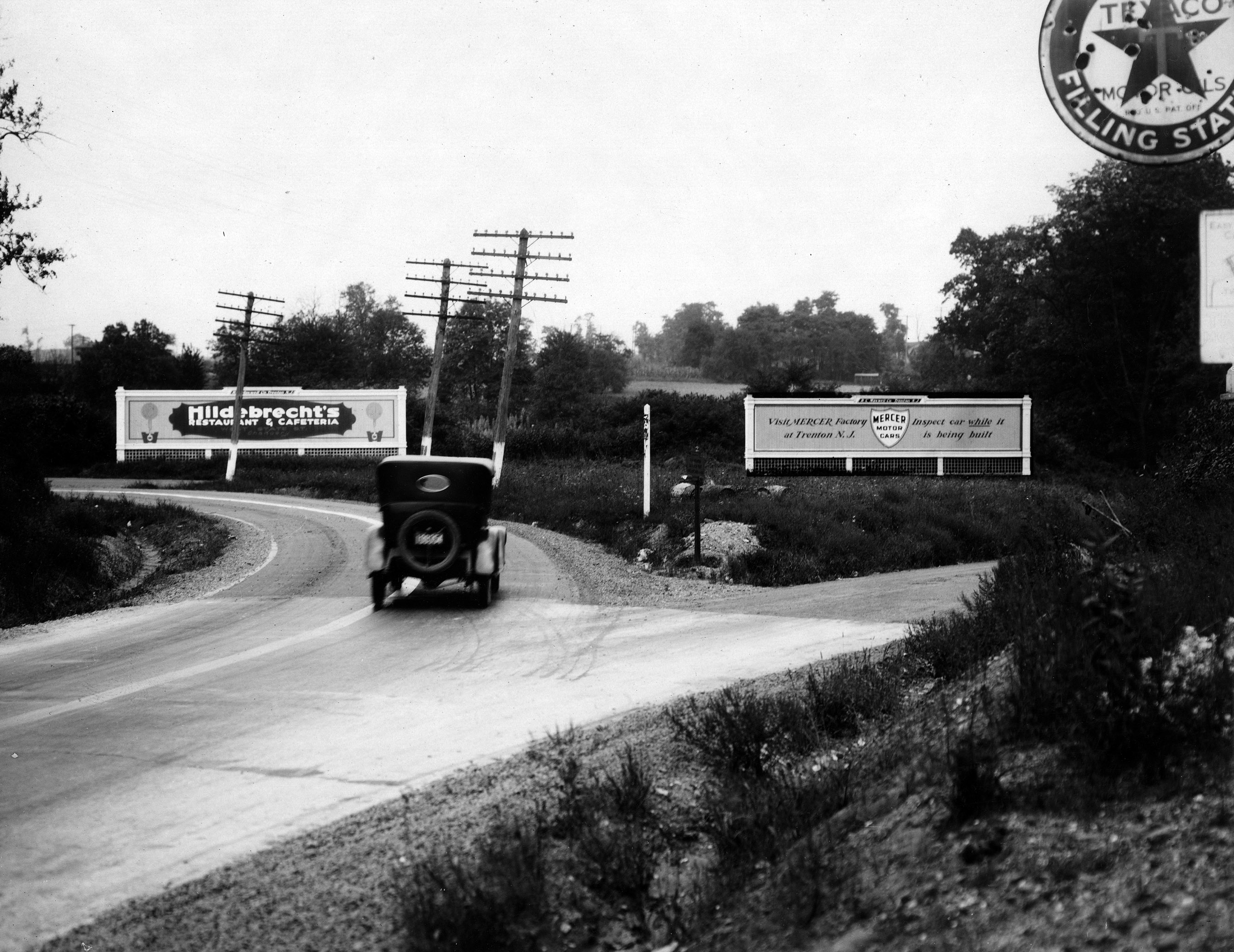
ペンシルベニア・トンネル近くのリンカーン・ハイウェイ、ペンシルベニア州フォールジントン近く

1912年9月、フィッシャーは友人に宛てた手紙で、「アメリカのハイウェイは主に政治目的で建設され、しかるに適切な材料は砕かれた岩とコンクリートである」と記していた。協会の指導者は広告宣伝に精通した者であり、広告宣伝を重要な資源として使った。
その初期には、有名な支持者からの寄付がある毎に広告された。セオドア・ルーズベルトやトーマス・エジソンはどちらもフィッシャーの友人であり、それぞれ小切手を送ってきた。アメリカ合衆国議会の友好議員は、自動車のファンであるウッドロウ・ウィルソン大統領が5ドルを寄付し、その上にハイウェイ認定証1号を発行するよう手配した。この認定証の写しが直ぐに新聞社に配布された。
最も良く知られた寄付の1つは、アラスカ州アンビクのエスキモーの子供達小集団からのものだった。彼等のアメリカ人教師がエイブラハム・リンカーンとその栄誉を称えて建設されるハイウェイについて子供達に教え、子供達は小銭を集めて、「アンビクのエスキモーの子供達からリンカーン・ハイウェイに14ペニー」というメモと共に協会へ送ってきた。協会は硬貨とメモの写真を配布し、それが広く報道された。
協会本部を開設した後にフィッシャーが最初に採った行動は、「デトロイト・フリー・プレス」の市民編集者F・T・グレネルを非常勤広報担当者として雇うことだった。「トレイル・ブレーザー」のツアーにはハースト新聞社の代表、「インディアナポリス・スター・アンド・ニューズ」、「シカゴ・トリビューン」および記事を発送するために電報会社の代表も参加した。
10月31日の命名式準備のために、それに最も近い日曜日である11月2日に、アメリカ中の牧師にエイブラハム・リンカーンについて説教を行うよう求めた。ジェイムズ・ギボンズ枢機卿は「このようなハイウェイはリンカーンの記憶のために最も適し、使い途のある記念碑になる」と書いており、そのような多くの説教の写しを、まだ命名から日の浅いうちに配布した。
"
このハイウェイの発展に最も大きな貢献をしたのが、アメリカ陸軍による広告宣伝の行き届いた1919年陸軍大陸横断自動車護送団だった。この護送団は7月7日にワシントンD.C.のホワイトハウスを出発し、ゲティスバーグでリンカーン・ハイウェイのルートに入った。2か月移動した9月6日にサンフランシスコ市に到着した。橋が落ちたり、車両が壊れたり、泥の中で立ち往生することもあったが、護送団は国中の地域社会に歓迎された。協会は護送団が味わった困難さを利用して、より良い幹線道の必要性を訴え、地方と連邦政府の資金について大衆の支持を勝ち取った。この護送団で、ハイウェイ建設を支える多くの地方債発行が許可された。
護送団参加者の中に若い中佐のドワイト・D・アイゼンハワーがおり、1967年に著した著書『気楽に: 私が共に話した話』の中で、1章（「トラックとタンクを使った埃だらけのアメリカ」）がこの時の記憶に割かれている。アイゼンハワーの1919年の体験と、1940年にドイツのアウトバーン・ネットワークを見聞したことが、1954年にハイウェイのための「グランドプラン」を発表した時に使われていた。その結果、ハイウェイ信託基金を創設する1956年連邦補助高速道路法が成立し、州間高速道路体系の建設を加速させた。
フィッシャーが考えていた自動車産業と個人の献金でハイウェイができるという概念は間もなく放棄され、協会が道路の短い区間幾つかには資金繰りを援助する一方で、協会の設立者や会員の献金は主にハイウェイを使った旅行の宣伝と促進に使われ、役人には政府による建設を支持するようあらゆるレベルのロビー活動が行われた。

### 初期の旅行
協会の発行した1916年「公式道路ガイド」に拠れば、大西洋から太平洋までリンカーン・ハイウェイを使った旅行は、「スポーツの要素を含んだもの」であり、20日ないし30日を要した。30日間で走破するためには、1時間18マイル (29 km)、1日6時間走る必要があり、しかも運転は日中のみに行われた。費用は1人1日5ドル未満とされ、食料、ガソリン、さらにはホテルでの5皿ないし6皿の食事が含まれた。勿論車の修理は費用を増加させた。
国内の多くの場所ではまだガソリンスタンドが希だったので、運転者は補給したばかりであっても、あらゆる機会にガソリンを満タンにする必要があった。深い川を渡るときはまず歩いて渡ってみる必要があった。推奨される工具のリストには、鎖、シャベル、斧、ジャッキ、タイヤケースとチューブ、工具とリンカーン・ハイウェイ・ペナント1組があった。「新しい靴を履くな」という賢明な助言もあった。
武器は不要だったがオマハより西ではキャンプ装備一式が推奨され、アルカリ性の水を飲むとひどい腹痛が起こると警告された。特定地域では助けを得るための助言もあった。たとえばユタ州フィッシュスプリングス近くでは、「トラブルになったら、ヤマヨモギのたき火をしろ。トマス氏が20マイル (32 km) 離れても見つけて、チームと共に助けに来てくれる」というものだった。後のバージョンでは「トマス氏」が無くなり、西行きの旅人はオアーの牧場で立ち止まり、東行きの旅人はネバダ州ゴールドヒルのK・C・デイビス氏をチェックするよう忠告された。

### 実生マイルと理想区間

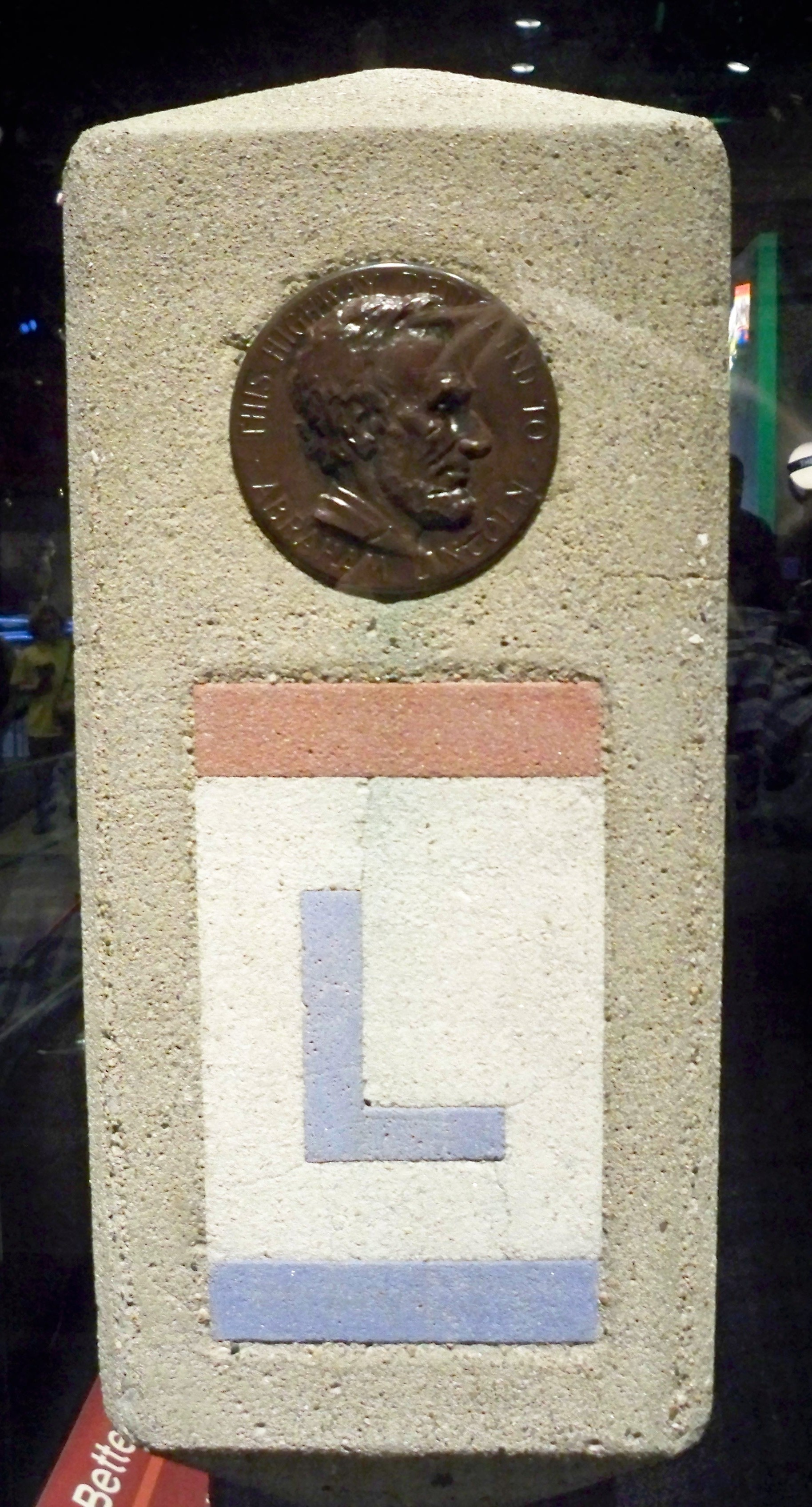
スミソニアン国立アメリカ歴史博物館にある1928年リンカーン・ハイウェイの道標

リンカーン・ハイウェイ協会は、道路の大部分を後援するだけの資金を持っていなかったが、1914年からは「実生マイル」プロジェクトの後援を始めた。協会の1924年ガイドに拠れば、「実生マイル」は「この恒久的な種の道路建設が望ましいことを示して」、政府が後援する建設に大衆の支持を集めることが意図された。協会は自らの利益になる業界を説得し、ポルトランドセメント協会から資材寄付の手配をすることができた。
最初の実生マイルは1914年にイリノイ州マルタの西に建てられたが、境界は数年間の経験を積んだ後で、今後20年間の交通量を扱える道路部分への設計を始めた。1920年12月から1921年2月の間に17人のハイウェイ専門家が集まり、次の標準を決めた。
- 幅110フィート (34 m) の通行権
- コンクリート路床、幅40フィート (12 m)、厚さ10インチ (254 mm)、一輪あたり荷重8,000ポンド (3,600 kg)
- 曲線最小半径1,000フィート (300 m)、35マイル/時 (56 km/h) に耐えるバンク、堤ではガードレール
- 平面交差無し、広告看板無し
- 歩行者用歩道

この基準に従って建設された最も有名な実生マイルは、インディアナ州レイク郡ダイアーとシェアラービル間、1.3マイル (2.1 km) の「理想区間」である。連邦政府、州、郡が資金を出し、ユナイテッド・ステイツ・ラバーカンパニー会長と、リンカーン・ハイウェイ協会設立者C・B・シーガーの寄付13万ドルにより、理想区間が1922年から1923年に建設された。雑誌や新聞はこの理想区間を未来へのビジョンと呼び、全国のハイウェイの役人がここを訪問して技術報告書を書き、国内外に配布された。この理想区間は今日も使われており、随分と古びてきたので、道路際の標識が無ければ気付かないほどである。

### 連邦のハイウェイ

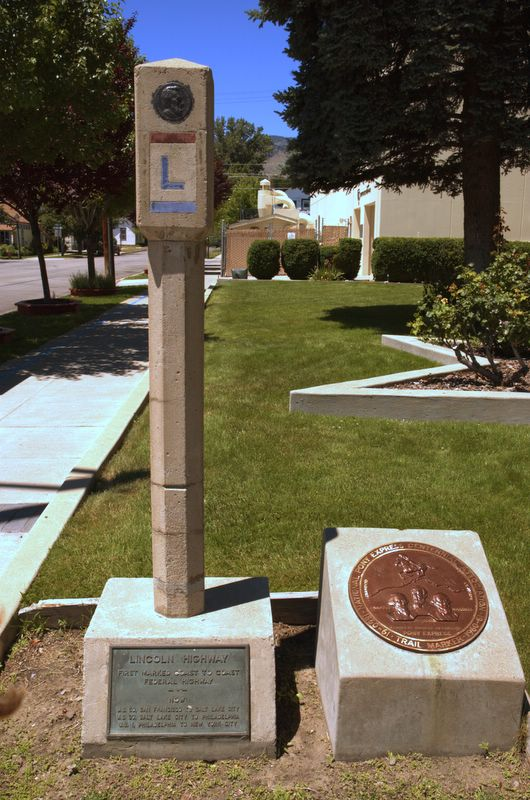
ネバダ州カーソンシティのリンカーン・ハイウェイ標識

1920年代半ばまでに、約250のナショナル・オート・トレイルがあった。リンカーン・ハイウェイの他に、ジェファーソン・ハイウェイ、ナショナル・オールド・トレイルズ道路、オールド・スパニッシュ・トレイル、イエローストーン・トレイルなど幹線道もあったが、多くは短いものだった。そのうちの幾つかは、重要な地点間のルートとして、道路管理者にその価値よりも多くの歳入を生ませるために建設されたものだった。
1925年までに政府が道路建設運動に加わり、統制権の行使を始めた。連邦政府と州政府の役人は州間高速道路合同委員会を設立し、番号付きアメリカ国道体系を提案した。それは実質的にハイウェイの名前を付ける権限を持っていなかったが、それまでの道路名称に代わるものになった。政府が道路建設を支持するようになると、古い道路管理協会の重要性が無くなったが、リンカーン・ハイウェイ協会は影響力を保持していた。合同委員会秘書官で道路局役人のE・W・ジェイムズがデトロイトに行って、番号付き体系に対する協会の支持を求めた。これは協会が公に新しい計画を支持すれば、小さな道路管理協会は反対するのが難しくなることを知っていたからだった。
リンカーン・ハイウェイ協会は現存名前付きルートに番号付けを好んだが、最終的に名前を公式に保持するよりも大きな道路建設計画に興味を持った。彼等はリンカーン・ハイウェイという名前が大衆の心に刻まれたことが分かっており、可能ならばその全線にわたって30番という番号を使うとジェイムズが約束した。「リンカーン・フォーラム」1926年2月号の論説ではその結果を反映して次のように述べていた。
リンカーン・ハイウェイ協会は、リンカーン・ハイウェイが大陸全体にわたるアメリカ国道体系に組み込まれ、その全長にわたって1つの番号で表されることを好む。しかし、それは感情的なものに過ぎない。...リンカーン・ハイウェイはアメリカ合衆国の地図にしっかりと載っており、人々の心には大きく有益で恒久的なエイブラハム・リンカーンへの記念として残り、それが通過する州の態度に対する疑念を払うものである。多くの州で最初に建てられた赤、白、青の道標はその意義を失うことはなく、アメリカで最初の大陸横断道路という地位を失うものでもない。
各州は1926年11月に連邦政府の番号付け体系を承認し、新しい標識を付け始めた。リンカーン・ハイウェイは幾つかの番号で分割されたが、フィラデルフィアからワイオミング州グランジャーの間は合意に従ってアメリカ国道30号線になった。フィラデルフィアより東では国道1号線、ソルトレイクシティより西はドナー峠を越える40号線になった。グランジャーとソルトレイクシティの間のみが新しい番号付け体系に入っていなかった。国道30号線は北寄りのアイダホ州ポカテッロに向かうルートに付けられた。国道50号線がカリフォルニア州まで延伸されると、タホ湖の南でリンカーン・ハイウェイの代替路を通った。
リンカーン・ハイウェイ協会の最後の大きな宣伝活動は1928年9月1日のことであり、午後1時にボーイスカウトの集団が、エイブラハム・リンカーンの記憶に献げられた沿線約2,400か所にコンクリート製道標を置いた。あまり知られていないことだが、4,000個の金属製標識も都市部に建てられた。標識は主要・小規模交差点の通行権外縁に置かれ、途切れていない部分の間隔を確認する場所に置かれた。コンクリート製道標はそれぞれリンカーン・ハイウェイの印と方向を示す矢印を付け、青銅のメダルにはリンカーンの胸像を浮き彫りにして「このハイウェイはエイブラハム・リンカーンに献げる」と記されている。
リンカーン・ハイウェイは想像されていたように海岸から海岸までの「ロック・ハイウェイ」にはなっていない。協会が運営を止めたときに多くの部分はまだ舗装されていなかった。ある部分はルートを引き直された。1920年初期のユタ州役人との論争で協会はユタ州西部とネバダ州東部のルートを変更することになった。1938年のリンカーン・ハイウェイ25周年時点で、未舗装で残った42マイル (68 km) の建設が進行中だった。

### 25周年
1938年6月8日、フランクリン・ルーズベルトが1938年連邦援助高速道路法に署名し、道路局には大陸横断有料道路の可能性について報告書を提出するよう求めた。「有料道路と無料道路」と題された報告書はアメリカ合衆国で州間高速道路体系の創設に向けた最初の一歩になった。
リンカーン・ハイウェイの25周年は、1か月後の1938年7月3日、NBCの全国向けラジオ放送で行われた。この番組では協会の役員とのインタビューや、カール・フィッシャーのメッセージをデトロイトのアナウンサーが読み上げる形で進行した。フィッシャーのメッセージは以下のような内容だった。
リンカーン・ハイウェイ協会は、ハイウェイ輸送の可能性を示す実例を提供し、統一され安全で経済的な道路体系を提供するという主目的を達成してきた。...この国はハイウェイ建設の新たな時代の始まりにあり、リンカーン・ハイウェイ設立者の夢を遙かに超える道路体系を創設することになる。この誕生日を祝うことは数多くの人々に道路が如何に国民の福祉にとって、経済的な計画にとって、また国の防衛にとって重要であるか、認識させることになる

### 1940年以降

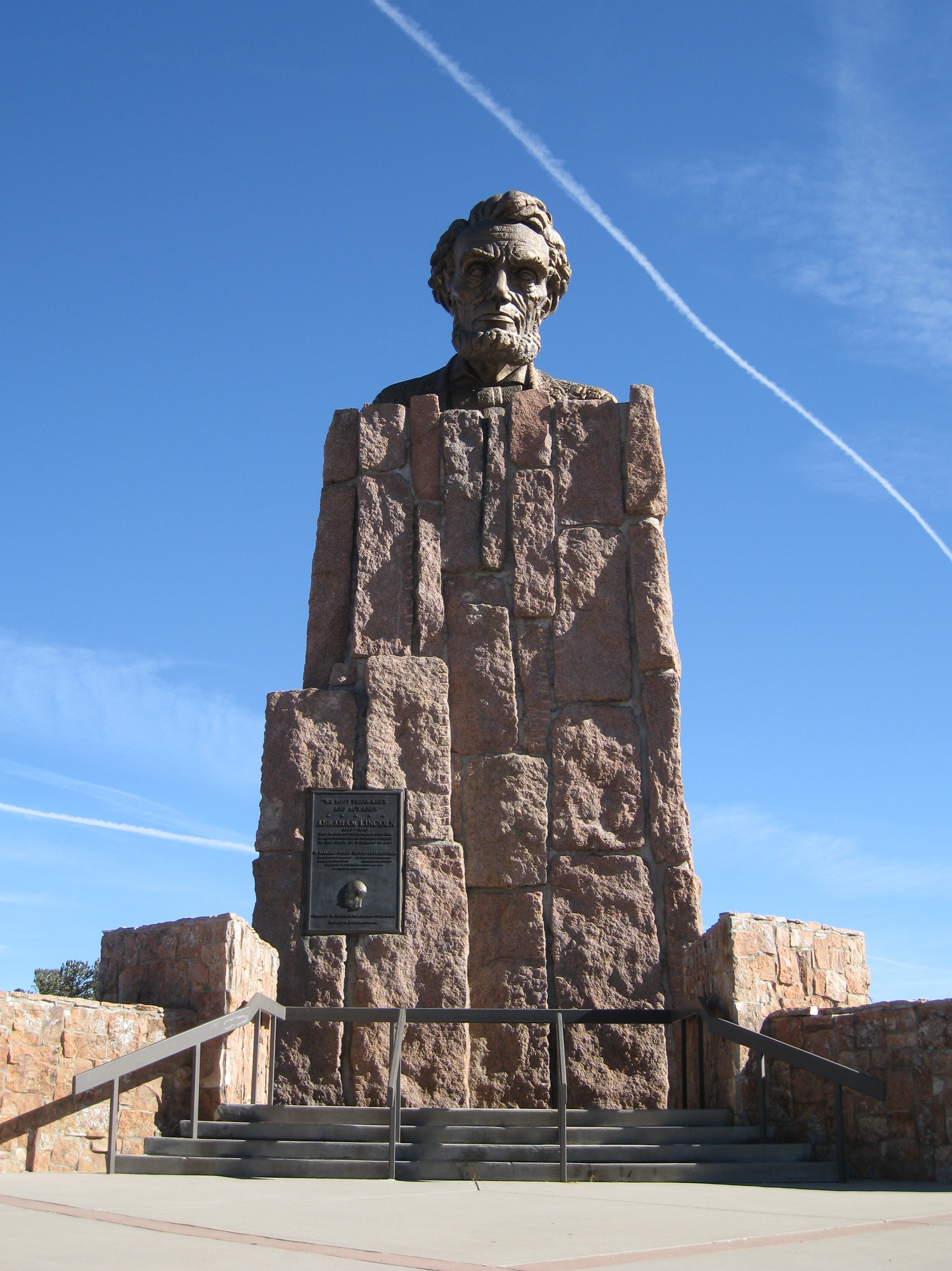
リンカーン・ハイウェイ記念碑

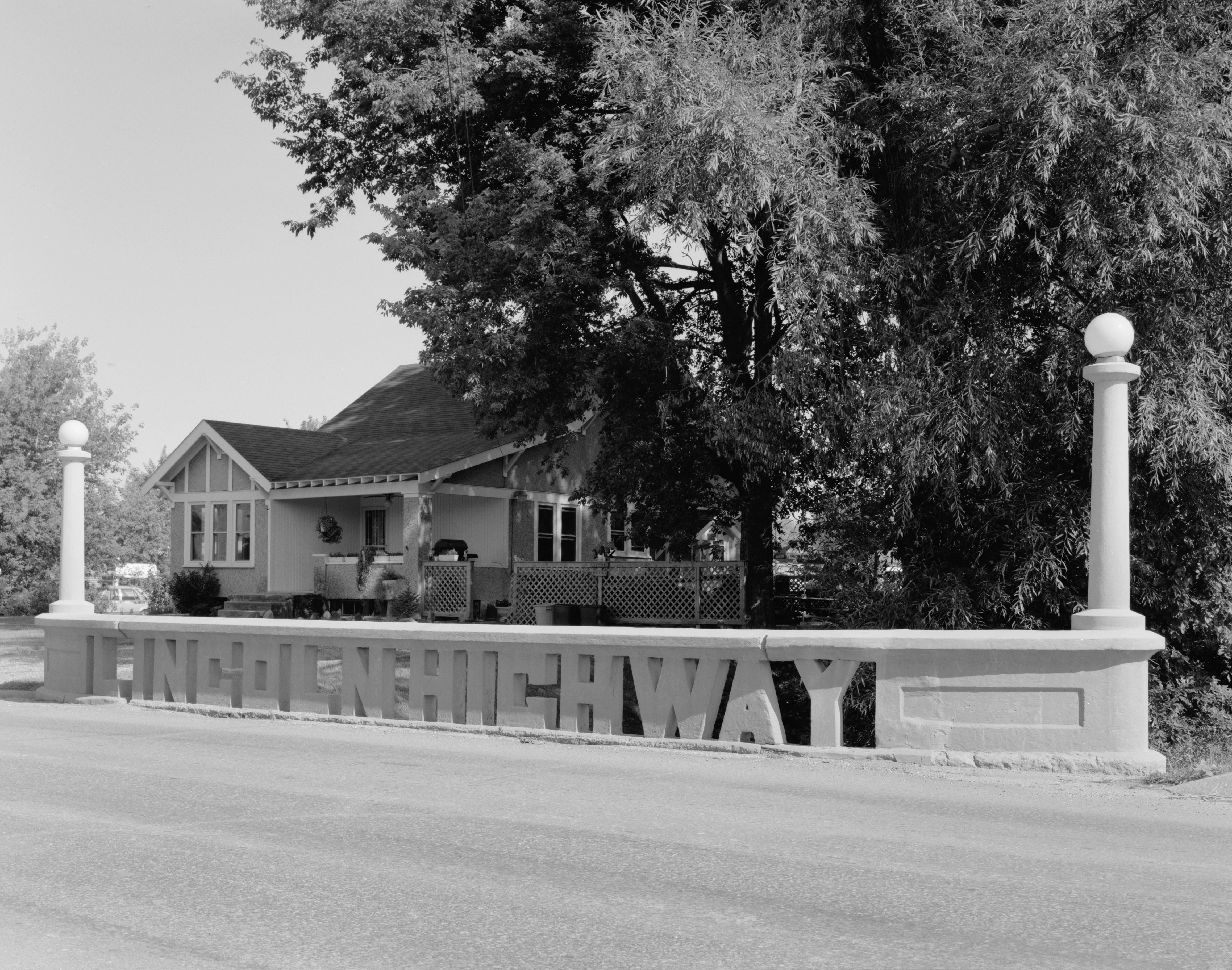
リンカーン・ハイウェイ橋、アイオワ州タマ

フィッシャーは25周年の翌年1940年に死んだ。1929年の株式市場崩壊で、その財産の大半を失っていた。その後の時代にリンカーン・ハイウェイはその記憶が永続するものになっていた
- ニュージャージー州では、アメリカ国道1号線と同9号線の合流道路、および州道27号線の一部は、現在もリンカーン・ハイウェイと呼ばれている
- リンカーン・ハイウェイが通った都市の道路には「リンカーン・ウェイ」と呼ばれているものがある。例えば、インディアナ州ミシャワカ、オハイオ州マシロン、インディアナ州ヴァルパレーゾ、イリノイ州オーロラ、同州ディカルブ、アイオワ州エイムズ、ワイオミング州シャイアン、ネバダ州スパークス、カリフォルニア州オーバーン、同州ゴールトである。リンカーン大統領は有名であるので、全ての「リンカーン・ウェイ」がリンカーン・ハイウェイから採られた命名ではない。例えばサンフランシスコ市のゴールデン・ゲート・パーク南側のリンカーン・ウェイ、同市プレシディオのリンカーン・ブールバードが、リンカーン・ハイウェイの一部であったことは無い。
- ペンシルベニア州トレボーズでは旧リンカーン・ハイウェイが裏道であり、昔のルートを使っている
- 沿線沿いにボーイスカウトが建てた道標3,000本のうち幾らかが残っている。カリフォルニア州ウェストサクラメントやデイビスでは、協会との協力で再建されたものがある
- ネブラスカ州オマハの近くでは、当初の煉瓦で舗装された部分を市政府が保存している
- アイオワ州タマでは、欄干に"LINCOLN HIGHWAY"の彫刻がある橋が、郡道E66号線の一部として使われている
- 多くの場所のレストラン、モーテル、ガソリンスタンドなどは、リンカーンに関連する名前を現在も使っている
- ワイオミング州ワムサッター近く、アメリカ国道30号線の大陸分水界と考えられた場所には、協会の初代会長ヘンリー・ジョイのために1938年に建てられた記念碑があり、「大西洋から太平洋まで連続し改良されたハイウェイという夢を実現させた人物」と書かれている。その記念碑から遠くない、州間高速道路80号線からは、リンカーン・ハイウェイの放棄された部分を見ることができ、舗装の割れ目から雑草が生えている。2001年、この記念碑は州間高速道路80号線沿い、シャイアンとララミーの間に移された。
- ララミーの東、州間高速道路80号線出口323に近い休憩所に、この道路の最高地点シャーマン・サミットがある。そこには高さ13.5フィート (4.1 m) のリンカーンの胸像が、高さ35フィート (10.7 m) の花崗岩台座に載った記念碑がある。1959年にリンカーン・ハイウェイの最高地点を示すために制作され、当初はアメリカ国道30号線の約1マイル (1.6 km) 西、200フィート (60 m) 高い場所にあり、この峠を越えたリンカーン・ハイウェイに近いものだった。1969年に州間高速道路80号が開通し、現在の場所に移された。ワイオミング大学の芸術学部教授ロバート・ラッシンが、この厳めしく陰気な彫刻を制作した。メキシコシティの快適な気候の中で、30の部品に鋳造され、ワイオミング州で組み立てられた。台座は空洞であり内部に梯子と避雷針がある。
- イリノイ州ウィル郡にはこのハイウェイに因む学校4校がある。ニューレノックスのリンカーン・ウェイ・セントラル高校、フランクフォートのリンカーン・ウェイ東高校、ニューレノックスのリンカーン・ウェイ西高校、フランクフォートのリンカーン・ウェイ北高校である。全てリンカーン・ウェイ・コミュニティ高校地区第210のメンバーである

### 歴史的価値の認識
リンカーン・ハイウェイの幾つかの部分はアメリカ合衆国国家歴史登録財に指定されている。

#### アイオワ州
- リンカーン・ハイウェイ橋、タマ

グリーン郡の以下の部分は多重資産登録になっている。
- グリーン郡西田園部、スクラントン近く
- ラクーン川田園部、ジェファーソン近く
- ジェファーソン近くの道標2か所北緯42度0分56秒 西経94度21分59秒 / 北緯42.01556度 西経94.36639度
- バットリックス・クリークの廃道北緯42度1分2秒 西経94度16分57秒 / 北緯42.01722度 西経94.28250度
- バットリックス・クリークからグランドジャンクション
- グランドジャンクション部分、グランドジャンクション近く
- ウェストビーバー・クリークの廃道北緯42度1分59秒 西経94度12分49秒 / 北緯42.03306度 西経94.21361度
- リトルビーバー・クリークの橋北緯42度2分57秒 西経94度10分37秒 / 北緯42.04917度 西経94.17694度

#### ネブラスカ州
- オマハからエルクホーンの部分
- エルクホーンの部分北緯41度17分0秒 西経96度11分45秒 / 北緯41.28333度 西経96.19583度
- ガーディナー・ステーション北緯41度21分40秒 西経97度33分30秒 / 北緯41.36111度 西経97.55833度
- ダンカン・ウェスト北緯41度23分31秒 西経97度29分14秒 / 北緯41.39194度 西経97.48722度

#### ユタ州
- リンカーン・ハイウェイ橋、ダッグウェイ試験場北緯40度10分58.43秒 西経112度55分26.68秒 / 北緯40.1828972度 西経112.9240778度

### リンカーン・ハイウェイ協会の再活性化
リンカーン・ハイウェイ協会は1992年に再結成され、「リンカーン・ハイウェイの残っている部分と関連する歴史史跡を同定し、保存し、アクセスを改善すること」を任務とした。新しい協会は「リンカーン・ハイウェイ・フォーラム」という季刊誌を発行しており、毎年沿線の都市で会議を開催している。

## リンカーン・ハイウェイ90周年ツアー、2003年
2003年、協会はニューヨーク市タイムズスクエアからサンフランシスコ市リンカーン・パークまで全行程の90周年ツアーを主催した。協会のボブ・リッチーとローズマリー・ルビンが指導し、フォード・モーターのリンカーン・マーキュリー事業部が後援したこのツアーは2003年8月17日にタイムズスクエアを出発した。リンカーン・マーキュリー事業部が出した新しいリンカーン・タウンカーやリンカーン・ナビゲーターを含め、新旧35台の自動車が、1日約225マイル (360 km) を移動し、できるだけ当初のコースを通るようにした。経路にある協会支部、自動車クラブ、旅行団体や町の指導者と会見した。沿線にあるボーイスカウト団体は1928年9月1日に道標を建ててから75周年を祝う儀式を行った。サンフランシスコ市パレス・オブ・ザ・リージョン・オブ・オナーの前にあるリンカーン・パークでツアーが終わったとき、あらためてハイウェイの90周年と道標の75周年を祝う儀式が行われた。

## リンカーン・ハイウェイ100周年ツアーと祝典、2013年
2013年、リンカーン・ハイウェイ協会は公式リンカーン・ハイウェイ100周年ツアーと祝典を開催した。ツアーはボブ・リッチーとローズマリー・ルビンが主催し、東のガイドとしてジム・ピーターズ、西のガイドとしてポール・ギルガーが加わった。スポンサーとして、ホリデイ・イン、ヒーコック・クラシックカー保険、パスポート・オートモビル・トランスポートが入った。28の州、オーストラリア、カナダ、イングランド、ドイツ、ノルウェー、ロシアから270人以上の人が140台の車で参加し、2013年6月最終週にニューヨーク市とサンフランシスコ市を同時にスタートし、1週間を掛けて中間点のネブラスカ州カーニーに到着した。参加した自動車は1913年から2013年まで100年間にわたるものであり、ヘンリー・ジョイが持っていた当初のリンカーン・ハイウェイ・パッカードと1948年のタッカーの2台も含まれていた。6月30日日曜日、カーニーの中心街であった100周年パレードは、ツアーに参加した車の他に250台が加わり、12,500人の観衆が集まった。翌7月1日月曜日、グレートプラット川道路アーチ道博物館で100周年祝賀会が開催され、アメリカ合衆国上院からの声明が協会に渡された。
これとは別に国際的な自動車ツアーが、7月1日から26日まで行われた。71台のクラシックカーがヨーロッパからアメリカ合衆国に運ばれ、リンカーン・ハイウェイの全行程を移動し、再び船で母国に戻った。

## 地図化
2012年、25人の委員が参加したリンカーン・ハイウェイ協会全国地図化委員会は、ポール・ギルガーが委員長となり、リンカーン・ハイウェイの全行程とその後の再配置（総延長5,872マイル、9,450 km） の研究と地図化を完成させた。このプロジェクトには20年以上を要した。協会の対話型ウェブサイトでは、リンカーン・ハイウェイ全行程とその道標、記念碑、歴史的な見どころの地図、地形、衛星写真と通りレベルの写真が見られる。

## 旧リンカーン・ハイウェイ
旧リンカーン・ハイウェイ、および旧30号線、旧国道30号線は、リンカーン・ハイウェイから切り落とされたルートに適用される名称である。
そのような道路は基本的にアメリカ国道30号線の一部として最初に指定された部分であり、現代的な多車線ハイウェイの必要性に従って成長してきた。「旧リンカーン・ハイウェイ」や「旧リンカーン・ロード」という言葉は、地方の実業界で公式の住所に組み込まれることが多く、広告や文学というアメリカ文化に根付いている。これらの名前は、新しく、便利で、多くは多車線スーパーハイウェイによって置き換えられた旧道に付けられている。当初のリンカーン・ハイウェイという名称を保っている場所もあるが、アメリカ合衆国運輸省が国道30号線に指定して、より幅広い道路にしている。
最初の全国的なハイウェイとして、すでに自動車クラブによって定義された道路網に対して連邦議会の予算が付き、ほとんど常に地方と関係があり、その後も国の成長につれて重要さを増してきた。州間高速道路網が予算化されたとき、地方では都市、郡、州が地方の道路網を改善し、曲がり角や信号が多い、あるいは狭い部分は広げられたり直線化され、切り取られた部分が旧リンカーン・ハイウェイと名付けられた。

## 路傍のジャイアント
リンカーン・ハイウェイの初期、事業主はこの道を通る自動車に興味を抱いた。新しい自動車利用者から事業機会を掴むために、実物より大きく突飛な形をしたものを路傍に置いた。ベッドフォードの2階半コーヒーポット、あるいはヨークの靴屋は路傍のジャイアントの例である 。
2008年、リンカーン・ハイウェイ歴史遺産回廊が、ピッツバーグのスプラウト・ファンドから、リンカーン・ハイウェイの新種路傍ジャイアントについて資金を確保した。全長200マイル (320 km) のリンカーン・ハイウェイ歴史遺産回廊にある職業訓練学校5校の高校生男女が、道路沿いに恒久的に置かれるジャイアントの制作に招待された。このプロジェクトには各学校のグラフィックアート、溶接、建設業、調理の部門で協業もあった。ジャイアントのデザインと据え付けには、構造関連の技師が雇われて、専門的な助言を行った。その成果は以下のものである。

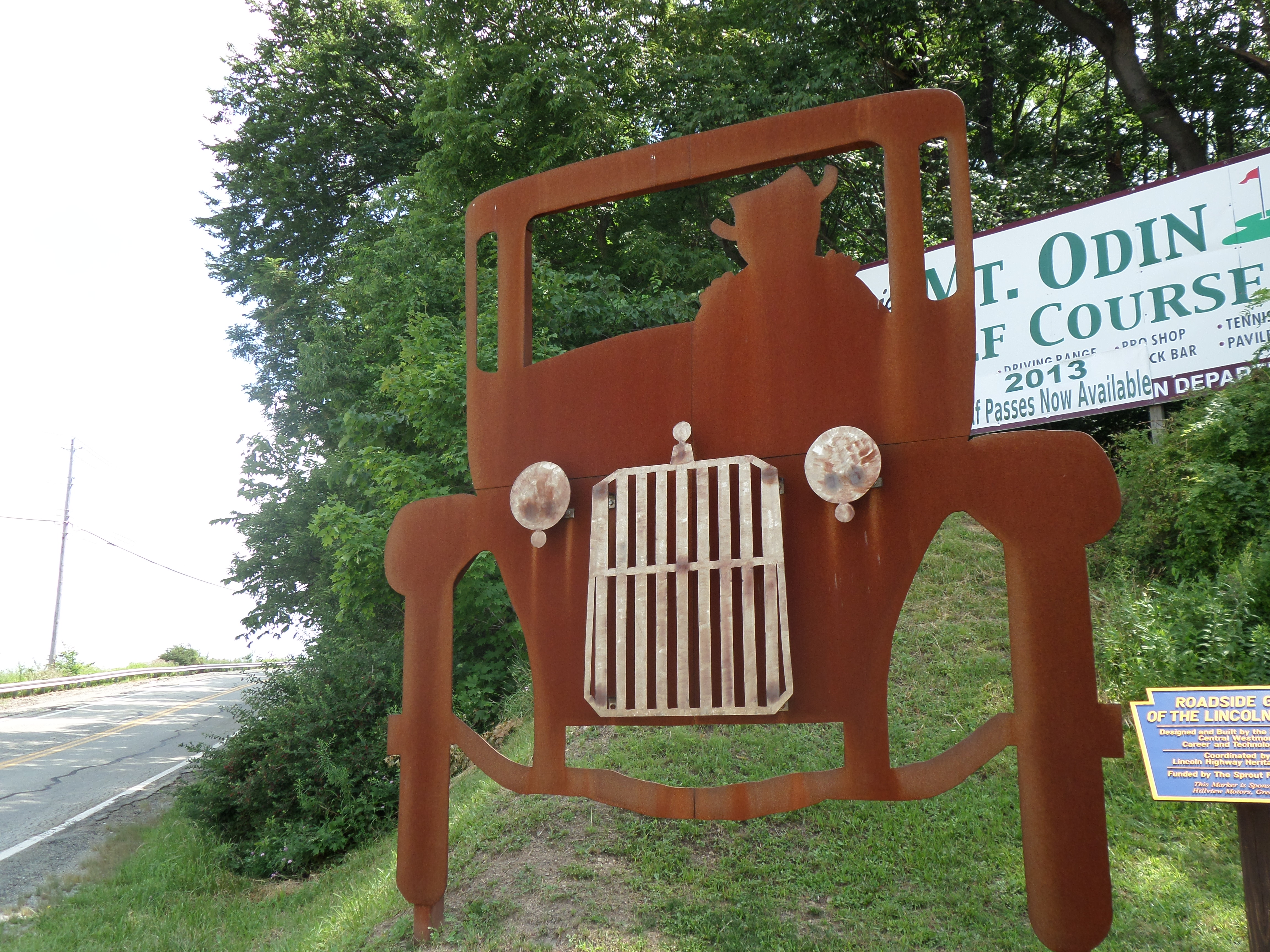
1920年代のパッカードと運転手、高さ12フィート (3.6 m)
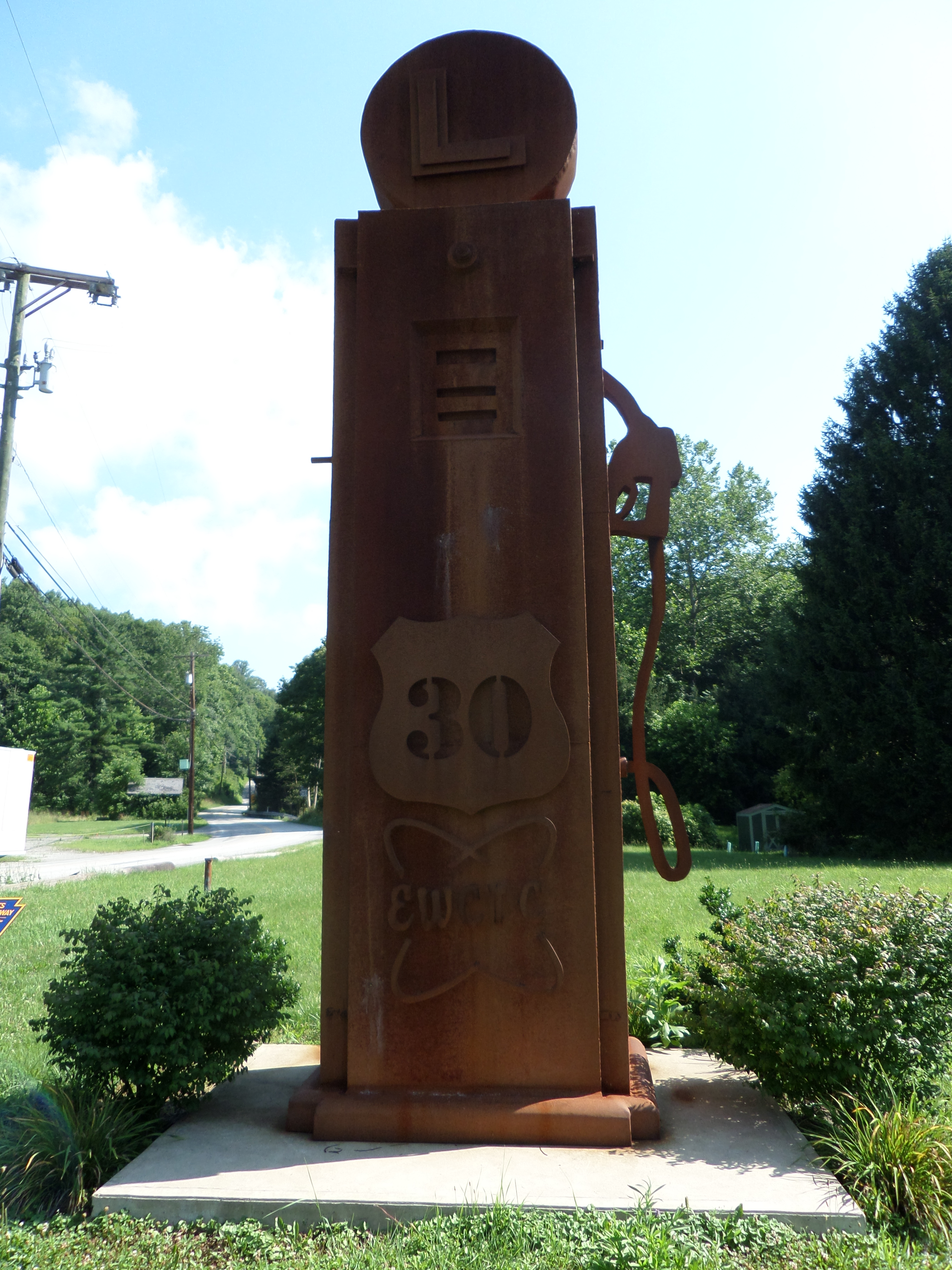
1940年代のベネット・ガソリンポンプ、高さ25フィーt (7.5 m)、重さ4,900ポンド (2,200 kg)
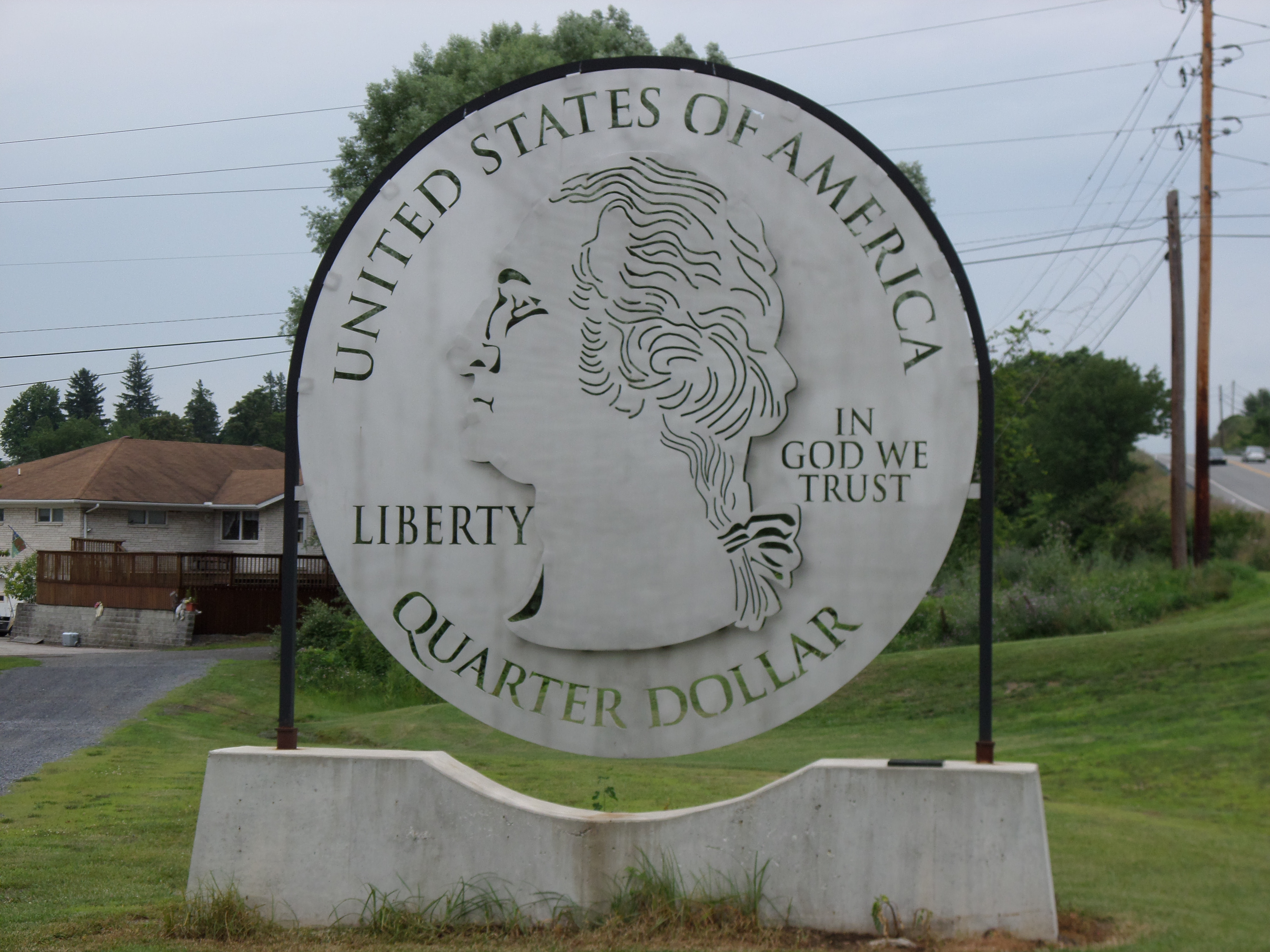
巨大な4分の1ドル硬貨、重さはほぼ1トン
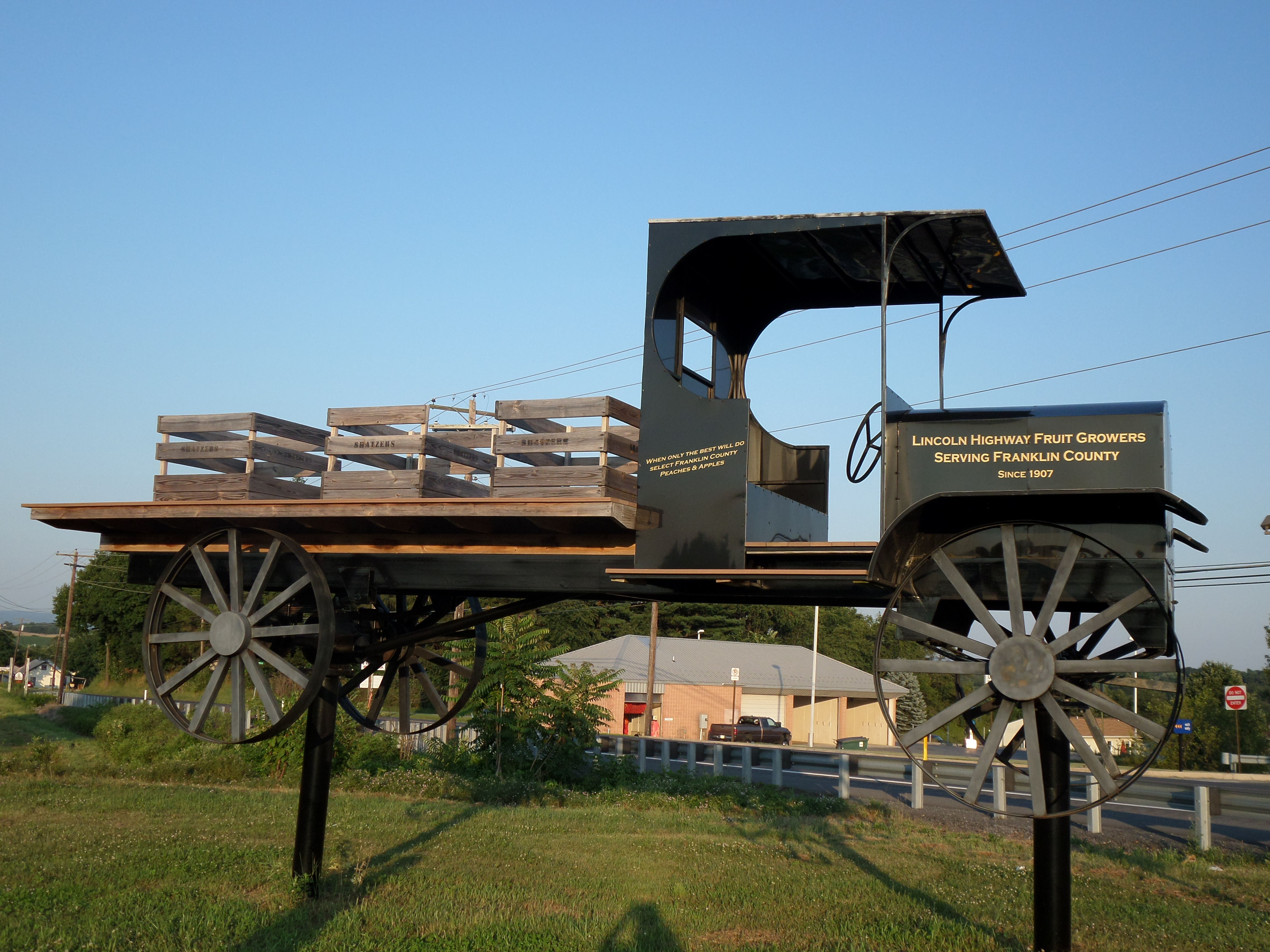
1921年のセルデン・ピックアップ・トラック

## 医学
頸動脈鞘は薄い連結繊維の層であり、1929年の耳科学会でハリス・B・モーシャーが「首のリンカーン・ハイウェイ」と呼んだ。これは感染を広げる役割があるからだった。

## メディア

### 文学
1914年、エフィー・グラッディングは、夫のトマスと共に行った道路旅行について『リンカーン・ハイウェイによる大陸横断』を書いた。その後グラッディングは、リンカーン・ハイウェイ協会最初の道路ガイドに序文を書き、女性の運転者に向けたメッセージを送った。1914年の本は大陸横断旅行について論じた最初の単行本であり、リンカーン・ハイウェイについて触れた最初の本でもあった。
私たちは今リンカーン・ハイウェイを進んでおり、赤、白、青の標識に導かれている。時には電信柱に塗られており、時には車庫のドア上の広告やホテル看板のスイングドアによって示される。時にはクロケットのゴールのような小さな杭に描かれ、砂漠の広大な空間にばらまかれている。赤、白、青と親しみある大きな"L"の文字が、道を間違えていないことを教えてくれると分かった。
1916年、「エチケットの達人」エミリー・ポストは、雑誌「コリアーズ」から、リンカーン・ハイウェイでアメリカ合衆国を横切り、それについて記事を書くよう発注された。ポストの息子エドウィンが運転し、他に家族が1人加わった。その話は『ゴールデンゲートまで自動車で』として出版された。ポストの名声は1922年に最初のエチケットの本を出してからだった。
1919年、著作家ベアトリス・マッシーは、夫が運転する車で、リンカーン・ハイウェイで大陸を横断した。ユタ州ソルトレイクシティに到着すると、ソルトレイク砂漠の南端を回るリンカーン・ハイウェイの粗く人里離れたルートを行く代わりに、さらに荒れて人里離れた北回りのコースを選んだ。この部分が大変だったのでマッシー夫婦はモンテロ（ウェルズの北東）で旅の継続を諦め、カリフォルニア州までの残りは、196.69ドルを払って自動車を列車に乗せ、自分達も列車で移動した。それでも熱狂的なベアトリス・マッシーは1919年に旅行記『もっと悪くなったかもしれない』を書いた。
あなたは疲れてくるでしょうし、あなたの骨は安静をもとめて鳴き始めるでしょう。しかしあることは約束出来ます。けっして退屈はしないこと。1日として同じ日は無く、1つとして同じ景色は無い。1杯のコーヒーも同じ味はしない。臆病な自動車旅行者への私の助言は「行け」である。
1927年、ユーモア作家のフレデリック・ヴァン・ド・ウォーターは、ニューヨークを出発した若いカップルの体験記『フリスコへの家族フリバー』を書いた（フリバーはフォードT型モデルの愛称、フリスコはサンフランシスコ市の俗称）。夫婦は身の回り品と6歳の息子をフォードT型モデルに積み、リンカーン・ハイウェイをサンフランシスコ市までキャンプしながら向かった。12の州を37日間で4,500マイル (7,200 km) 以上走破する旅だった。その著書の中で、それなりの意志を持ち始めた子供との旅行が1つの重荷になっていた。イリノイ州デカルブ近くで溝を越えなければならなくなった時、息子（黄色いオイルスキンに包まれた小さく怒りに駆られた人物）が「ドアの方に突進して、ニューヨークと見られる方向に歩き始めた」と書いている。ヴァン・ド・ウォーターの旅行費用は、247ドル83セントだった。
1951年、クリントン・トウィスは有名で面白い体験記『長い、長いトレーラー』を書いた。これはトレーラーで生活し、妻のマールと共にアメリカを横断した冒険を記したものである。多くの挿話がリンカーン・ハイウェイで起こっており、ドナー峠近くではブレーキが効くかなくなったり、ミシシッピ川に架かる狭いライオンズ・フルトン橋をやっとのことで抜けたり、ホランド・トンネルではトレーラーの通行が認められないので止められたりという話である。この本は1954年のMGMによる同名映画のもととなった。監督はヴィンセント・ミネリ、配役はデジ・アーナズとルシル・ボールだった。実際にリンカーン・ハイウェイで撮影されてはいない。映画の前半で、ルシルのトレイラーで生活するという提案をデジは非常識な冗談だととらえ、「コリニス、家に居ろ! カクテルのために立ち寄ってくれ! リンカーン・ハイウェイのどこかで見つかるだろう!」と発言する。
1988年4月、アイオワ大学出版局が『リンカーン・ハイウェイ、アメリカのメインストリート』を出版した。これはドレイク・ホカンソンが著した写真入り随筆と歴史の本だった。ホカンソンはかつて有名だったハイウェイのミステリーに興味を抱き、雑誌「スミソニアン」1985年8月号の記事でその魅力を説明しようとしていた。
リンカーン・ハイウェイが存在するようになったのは、大陸を横切る良い方法のための不安と願望であれば、それを生き続けさせるのは好奇心である。旅行の目的が長距離を行くことではなく、沿線にある人生の綾を味わうことである。おそらく我々はそれを失ったが、再発見する機会は、出口ランプに向かうときに感じるよういつでも我々を待っている。
1995年から2009年、著作家で歴史家のグレゴリー・フランズワ（1926年-2009年）が、リンカーン・ハイウェイについて州毎のシリーズ本を書いた。1995年に『リンカーン・ハイウェイ: アイオワ州』、1996年に『リンカーン・ハイウェイ: ネブラスカ州』、1999年に『リンカーン・ハイウェイ: ワイオミング州』、2003年に『リンカーン・ハイウェイ: ユタ州』（ジェシー・G・ピーターセンとの共著）、2004年に『リンカーン・ハイウェイ: ネバダ州』（ジェシー・G・ピーターセンとの共著）、2006年に『リンカーン・ハイウェイ: カリフォルニア州』、2009年に『リンカーン・ハイウェイ: イリノイ州』の7冊だった。このシリーズ本はパトリス・プレスが出版した。各州の本には詳細な歴史と、ルートの様々な詳細を示す地質調査所の地図が入っている。フランズワは1992年に再結成されたリンカーン・ハイウェイ協会の初代会長を務めた。
2002年、イギリスの作家ピート・デイビスは、リンカーン・ハイウェイを使った1919年陸軍護送団について、『アメリカの道路: 自動車時代の夜明けにあった大陸横断旅行の伝説』を書いた。この本について「パブリッシャーズ・ウィークリー」は次のように言っている。
デイビスはその最新作で（ハリケーンの中; 悪魔の流感）、リンカーン・ハイウェイの宣伝ともなった1919年大陸横断軍事護送団について1幕毎の証言を伝えている。ここにあるのは非日常である。護送団の進行と、将来に向けた舗装と泥に嵌り込むことを隠喩に使い、道路沿い、国の裏道にある小さなあるいは中規模の町を発展させた工業と社会の要因に触れている。
2005年、ブライアン・バトコによる包括的卓上用大型豪華本『リンカーン・ハイウェイからのご挨拶: アメリカ初の海岸から海岸の道路』がこの道路初の完全ガイドとなり、地図、説明書、写真、絵葉書、記念品、および町、人、場所の歴史が掲載された。道路に関する研究と逸話の混合であり、協会の初期歴史を道路建設、政治、地理の流れに置き、デンバーを通る忘れられたコロラド・ループを含み、なぜこの道がアメリカを横断したかを説明している。バトコの本は自動車初期の記憶やはがきのメッセージも取り込んでおり、時に面白く時に大変だった自動車の悲哀が含まれているので、「ご挨拶」の題ができた。バトコは1996年にペンシルベニア州のリンカーン・ハイウェイについて包括的なガイドを書いており、2002年には写真や絵葉書を入れ替えて改訂再版された。
2007年7月、W・W・ノートン社がマイケル・ウォリスとマイケル・ウィリアムソンによる『リンカーン・ハイウェイ、タイムズスクエアからゴールデンゲートまで海岸から海岸: 偉大なアメリカの道路旅行』を出版した。ウォリスは『ルート66』のベストセラー作家であり、映画『カーズ』の声を担当した。ウィリアムソンは「ワシントン・ポスト」の写真家であり、ピューリッツァー賞を2度受賞した。
2009年、スタックポール・ブックスが、ブライアン・バトコによる『リンカーン・ハイウェイ・コンパニオン: アメリカ初の海岸から海岸道路へのガイド』を完成させた。この手頃な大きさでグローブボックスに入るガイド本は丁寧に案内された地図、見ておきたいもの、食事や睡眠のための場所など純アメリカーナの断面を扱っている。ニューヨークからサンフランシスコ市まで13の州を扱いあまり知られていないコロラド・ループやワシントンD.C.の誘導線も出てくる。

### 音楽
1914年、ライロード・J・セントクレアが、バンド総譜「リンカーン・ハイウェイ・マーチ」を書いた。
1921年、ハリー・J・リンカーンがツーステップ行進曲「リンカーン・ハイウェイ」を作曲した。その表紙には作者不詳の道路の絵がある。リンカーンはフィラデルフィアを本拠にする出版者でもあり、ハイウェイが通る近くに住んでいた。
1922年、「リンカーン・ハイウェイ」と題する別の行進曲をジョージ・B・ルッツが作曲し、ペンシルベニア州アレンタウンのクラマーズ・ミュージックハウスが出版した。プレーヤー・ピアノ・バージョンのビデオをユーチューブで見られる。
1928年、アル・ジョルソンが歌った「ゴールデンゲート」（ドライアー、メイアー、ローズ&ジョルソン）には、「おー、ゴールデンゲート、やってきたよ/ ゴールデンゲート、ハレルヤと歌え/ 太陽に住み、月を愛する/ 毎月が6月である所/ 小さな太陽、キスしたブロンドがやってくる/ リンカーン・ハイウェイを越えて/ 今に強くなる、そんなに遠くない先に/ あのゴールデンゲートを開けろ」という繰り返し部分がある。
1938年、作曲家ハロルド・アーレンと作詞家E・Y・ハーバーグ（『虹の彼方に』など多くのヒット曲を作ったコンビ）が、MGMのミュージカル映画『両腕の中の赤ちゃん』のフィナーレに「神の国」を書いた。映画の主役はジュディ・ガーランドとミッキー・ルーニーだった。この歌は「へい、そこのお隣さん、私の道を行くのかい? / リンカーン・ハイウェイを東あるいは西へ? / へい、そこのヤンキー、大きな感謝で出て行けよ / お前は神の国に居る!」という有名な歌詞で始まる。
1940年代、NBCラジオの番組「リンカーン・ハイウェイ・ラジオショー」は「貴方が偉大なリンカーン・ハイウェイを旅する時」というテーマソングで始まった。残っている数少ない録音はオンラインで見つけられる。
ウディ・ガスリーの「アッシュ・レコーディングズ」1944年および1945年には「ハード・トラベリング」という歌が入っており、「リンカーン・ハイウェイを歩いていた / あなたが知っていると思った」という歌詞がある。
1945年、20世紀フォックスの第二次世界大戦映画『A Walk In The Sun』のタイトル・バラード（アール・ロビンソン作曲、ミラード・ランペル作詞）は、「以前に通ったのと同じ道だ / スターリングラードから出てきて / これは故郷に戻るリンカーン・ハイウェイだ / 人が自由のために戦うところだ」と歌っている。
1974年、ビル・フリースとチップ・デイビスがアルバム「ウルフ・クリーク・パス」のために作曲した「オールド・サーティ」は、「彼女はトラック運転手皆にしられていた / 力強いリンカーン・ハイウェイのように / でも私にはいつもオールド・サーティのままだ」という歌詞がある。
1994年、バンド「サブライム」がアルバム「ロビン・ザ・フッド」で作曲した器楽曲「リンカーン・ハイウェイ・ダブ」がある。やはりサブライムが作りヒットした「サンテリア」にその要素が使われている。
1996年、シャドリック・スミスが「ローリン・ダウン・ザット・リンカーン・ハイウェイ」を作曲し、2003年にスミスとデニー・オズボーンが録音した。2008年スミスは歌詞を幾らか変えた。2003年の版と2008年の版はオンラインで見つけられる。
2004年、マーク・ラシュトンがCD「運転手の友達」を発売した。最初はラシュトンの作曲になる「リンカーン・ハイウェイからのテーマ」であり、環境電子音風景である。
2006年、ブルース・ドノーラが、アルバム「8月のモモ」のために「リンカーン・ハイウェイ」を作曲した。
2008年、公共放送サービスのドキュメンタリー「リンカーン・ハイウェイに沿ったライド」の中で、バディ・マクナットが「ゴーイン・オール・ザ・ウェイ（リンカーン・ハイウェイ）」を作曲した。
2010年、シンガーソングライターのクリス・ケネディがCD「メインストリートからの絵葉書」、小さな町、2車線道路、単純で緩りとした生活の頌歌11曲を発売した。4曲目は「リンカーン・ハイウェイを探して」が入っている。ケネディは、リンカーン・ハイウェイ沿いの町ワイオミング州ロックスプリングスの西ワイオミング・コミュニティカレッジの通信担当準教授である。
2013年、リンカーン・ハイウェイ100周年祝賀会で、ノーラン・シュトルツが交響楽団用「リンカーン・ハイウェイ組曲」を作曲した。「ハドソン川から」、「メタルのハートランド」、「プレーリーの眺め」、「山を横切る」、「ゴールデンステートのはしゃぎ」という5つの楽章がある。ダビューク交響楽団が2013年6月に初演を行った。

### ラジオ
1940年3月23日、NBCラジオが土曜日の朝に「リンカーン・ハイウェイ」と呼ぶドラマを放送した。スポンサーはシノラ・ポリッシュ。沿線の生活に関わる話を集めていた。番組のイントロには、リンカーン・ハイウェイが国道30号線と一致し、ポートランドで終わるという誤った内容もあった。当時のエセル・バリモア、ジョー・E・ブラウン、クロード・レインズ、バージェス・メレディス、ジョーン・ベネットなど有名スターが登場し、800万人以上が聞いていたが、1942年に終了した。テーマソング「偉大なリンカーン・ハイウェイを旅するとき」の録音がオンラインで見つけられる。

### テレビ
2008年10月29日、公共放送サービスが新しいドキュメンタリー映画「リンカーン・ハイウェイに沿ったライド」を放映した。リック・セバクが、ペンシルベニア州ピッツバーグのWQEDと制作した。リンカーン・ハイウェイ協会は、2009年年次総会で「グレゴリー・M・フランズワ賞」最初の受賞者にセバクを選んだ。フランズワ賞はリンカーン・ハイウェイの宣伝に著しい貢献をした個人に与えられ、1992年にリンカーン・ハイウェイ協会を復活させたときに設立メンバーとなり、初代会長を務めたフランズワの功績を称える賞である。
2010年9月からケーブルテレビのHBOで放映された「ボードウォーク・エンパイア」のパイロット・エピソードは、ニュージャージー州からシカゴに向かうアル・カポネの出てくるシーンがある。リンカーン・ハイウェイを旅しており、シカゴまで200マイル (32 km) という標識を過ぎる（すなわちオハイオ州西部にいる）。1920年代初期の時代設定である。

### 映画
1919年、フォックス映画が白黒無声映画『リンカーン・ハイウェイマン』を制作し封切った。配役はウィリアム・ラッセル、ロイス・リー、フランク・ブラウンリー、ジャック・コノリー、エドワード・ピール・シニア、ハリー・スプリンガー、エドワード・B・ティルトンだった。この映画はエメット・J・フリンが脚本と監督、ジュールズ・ファースマンが、1917年のポール・ディッキーとロル・クーパー・メグルーによる1幕メロドラマを翻案したものである。ストーリーは、カリフォルニア州でハイウェイを通る自動車運転手を襲う覆面盗賊（リンカーン・ハイウェイマン）に関するものである。最近の犠牲者はパーティに向かうサンフランシスコの銀行家とその家族である。覆面盗賊が拳銃で手を挙げさせ、女性の宝石を奪っている間に、銀行家の娘マリアン（ロイス・リー）は盗賊に奇妙に惹き付けられるものを感じる。家族がパーティに到着したときに、客にその話を語って聞かせる。シークレットサービスのスティール（エドワード・ピールがその遭遇に興味を持ち、事件の追及を始める。遅く到着したジミー・クランダー（ウィリアム・ラッセル）がマリアンと話しているときに、そのポケットからロケットが落ちる。マリアンがそれを目にし、クランダーはリンカーン・ハイウェイで見つけたと主張する。マリアンはクランダーがリンカーン・ハイウェイマンではないかと疑い始め、マリアンについてクランダーの恋敵であるスティールも疑うようになる。
1924年、フォード・モーターが「リンカーン・ハイウェイを渡る」を制作し封切った。30分間の無声映画であり、1千万台めのT型フォードと、リンカーン・ハイウェイを使った宣伝ツアーを紹介している。車はT型フォードを作り始めてから16年目の1924年6月15日に、フォードのハイランドパーク組立工場の組立ラインから出てくる。この記念すべきフリバーはリンカーン・ハイウェイ沿いの町や都市の大半をパレードする。フォードのレーサーであるフランク・カリックが運転している。数百万人と推計される観衆が車を見に来ており、沿線で停車する毎に知事や市長に歓迎される。
1945年、20世紀フォックスの第二次世界大戦映画『A Walk In The Sun』のタイトル・バラード（アール・ロビンソン作曲、ミラード・ランペル作詞）は、リンカーン・ハイウェイに言及している。

## 原註
1. ↑  Greetings from the Lincoln Highway: America’s First Coast-to-Coast Road lists mileages[2]。ガイドブックや1913年のパッカード・ガイドは3,388.6 マイルとしており、3,389マイルと丸められるのが普通である。経路と長さは、直線化等で常に変動し続けた。1924年には3,142.6マイル (5,057.5 km) まで短くなっていた。現在の高規格道路州間高速道路80号線の長さは2,900マイル (4,700 km) である
2. ↑  Greetings from the Lincoln Highway: America’s First Coast-to-Coast Road notes the exact number concrete markers, tallied by researcher Russell Rein from Gael Hoag's log, as 2,437 posts.[13]

## 関連図書
- Kutz, Kevin (2006). Kevin Kutz's Lincoln Highway: Paintings and Drawings. Mechanicsburg, PA: Stackpole Books. ISBN 978-0-8117-3264-2
- Wallis, Michael; Williamson, Michael (2007). The Lincoln Highway: Coast to Coast from Times Square to the Golden Gate (1st ed.). New York: W. W. Norton & Company. ISBN 978-0-393-05938-0